# Canon-A-Serie

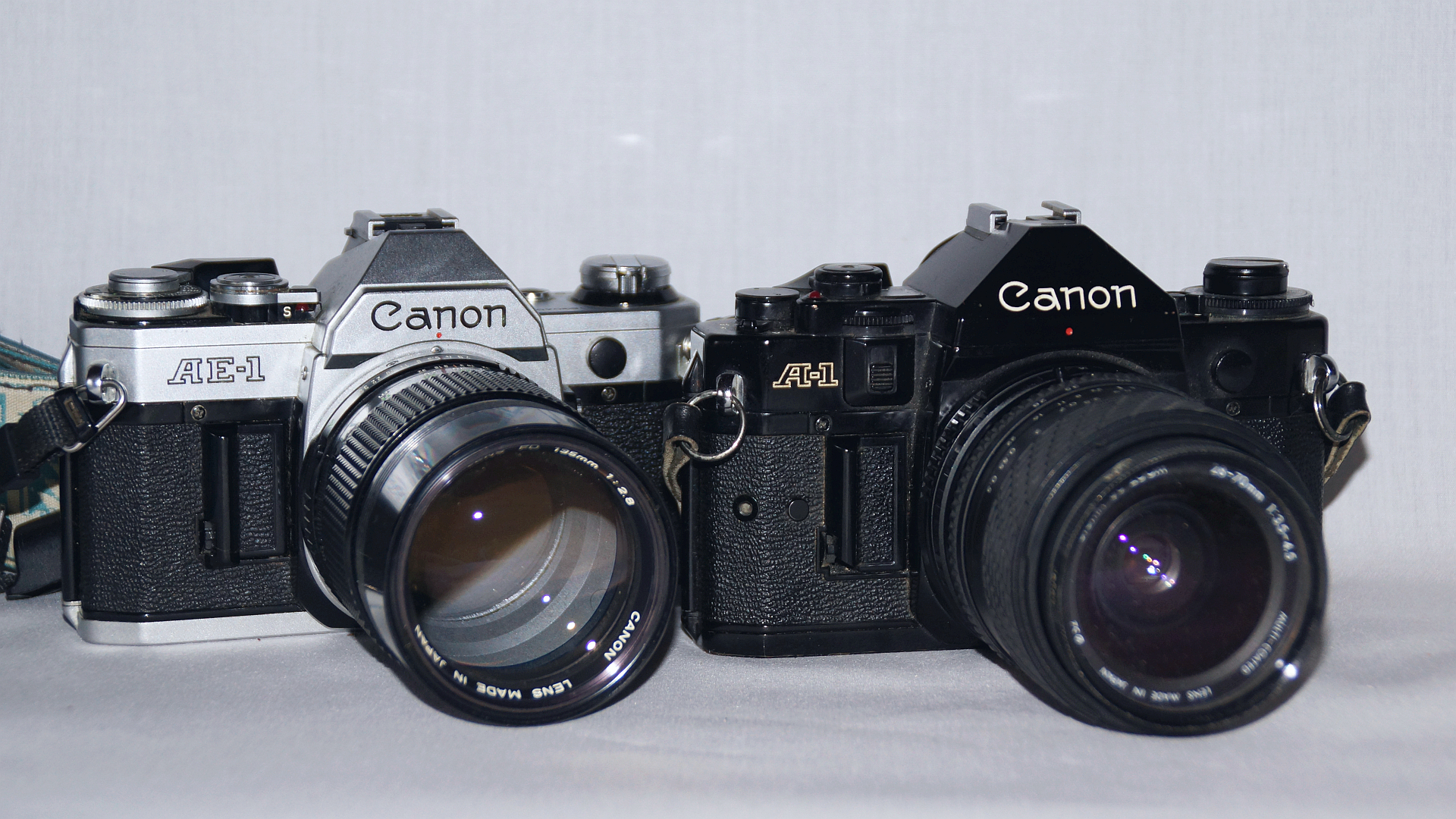
Canon A-Serie, hier eine AE-1 mit einer A-1

Bei der Canon-A-Serie handelte es sich um die sechs Kleinbild-Spiegelreflexkameras mit Canon FD-Bajonett mit den Bezeichnungen AE-1, AT-1, A-1, AV-1, AE-1 Program und AL-1. Sie besaßen sehr weitreichende Gemeinsamkeiten und hatten für Canon eine besonders große Bedeutung, da das Unternehmen mit ihnen zum Marktführer bei den Spiegelreflexkameras aufstieg.
Die im April 1976 auf den Markt gekommene Canon AE-1 war die erste Kleinbild-Spiegelreflexkamera mit Mikroprozessor-Steuerung. Sie besaß eine Blendenautomatik und von ihr gab es eine Variante mit Nachführzeiger im Sucher, die AT-1. Die später herausgekommene AE-1 Program hatte einige Details der A-1 übernommen. Bei der Canon A-1 handelte es sich um die erste Kleinbild-Spiegelreflexkamera mit einer 7-Segment-LED-Anzeige im Sucher für den Blendenwert und die Belichtungszeit sowie nach der Minolta XD 7 um die zweite Kleinbild-Spiegelreflexkamera, welche sowohl mit Blenden- als auch mit Zeitautomatik arbeitete. Überdies gab es eine Programmautomatik. Gegenüber der AE-1 war die AV-1 als Einsteigermodell etwas abgemagert und arbeitete mit Zeitautomatik. Davon abgeleitet war die AL-1, sie wies als Vorbote der Autofokus-Kameras bereits eine elektronische Scharfeinstellhilfe auf.
Die Canon-A-Serie wurde ab 1983 von der Canon-T-Serie abgelöst, den letzten Kleinbild-Spiegelreflexkameras für das Canon FD-Bajonett.

## Entstehung

### Vorgeschichte
Canon hatte in der zweiten Hälfte der 1960er Jahre den Kameras mit Offenblendmessung nichts entgegenzusetzen, so dass insbesondere Minolta mit der SR-T 101 wesentlich größere Marktanteile erzielte. Nach 1970 konnte man mit dem Canon FD-Bajonett und der Canon FTb schon ein wenig aufholen, den Schritt zum Marktführer ermöglichte dann die überlegen moderne AE-1.
Die Entwicklungsarbeiten zur AE-1 begann Anfang 1973, wobei man gleichzeitig die Konstruktionsgrundlage für die A-1 festgelegt hatte.
Als „Big Five“ in der Blütezeit der SLR galten Canon, Minolta, Pentax, Olympus und Nikon.

### Konzept
Die A-Serie wurde konsequent in modernster Technik aufgebaut, insbesondere mit einer Mikroprozessor-Steuerung. Dabei spielte das bei vielen Fotografen vorhandene Misstrauen gegenüber einer Kamera, die auf eine Batterie zwingend angewiesen war, keine Rolle. So konnte man mit sehr wenig Teilen auskommen und die Kamera zu einem günstigen Preis anbieten, aber dennoch eine groß angelegte Werbekampagne finanzieren. Diese bestand vor allem aus Annoncen in Illustrierten und Fachzeitschriften. Die Mikroprozessorsteuerung hielt überdies den Mehraufwand für eine vollautomatische Belichtungssteuerung gering. Als modernes System gab es zudem ein Systemblitzgerät, einen ohne Modifikation der Kamera ansetzbaren motorischen Filmtransport (Motorantrieb) und eine Rückwand zum Einbelichten von Daten. All dies war für eine Amateurkamera noch ungewöhnlich und ein gewichtiges Argument bei der Kaufentscheidung.

## Gemeinsamkeiten

### Gehäuse

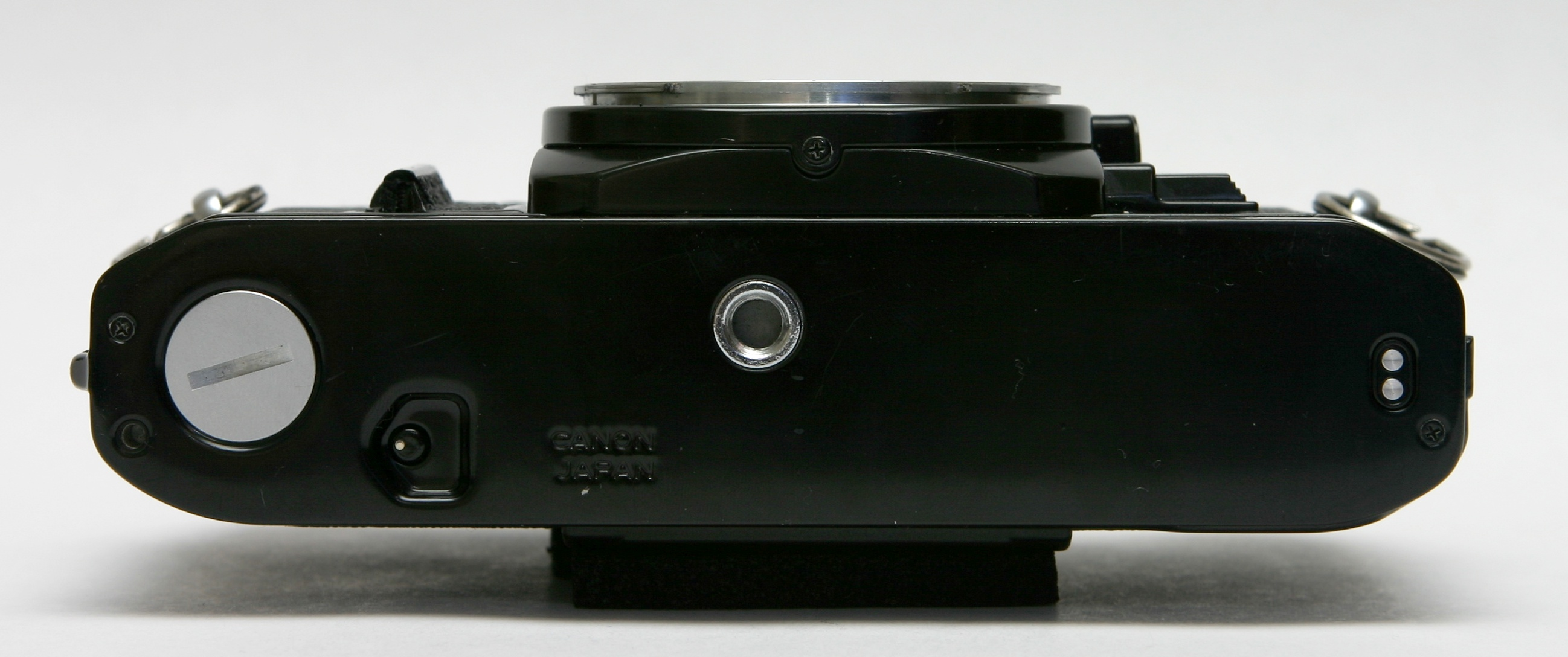
AE-1 in Schwarz, Bodenplatte

Die A-Serie baute auf einem vollkommen neuen Aluminiumgehäuse auf, das gegenüber jenem der F-Serie vor allem deutlich niedriger ausfiel. Außerdem gab es den kombinierten Abblend- und Selbstauslöserhebel nicht mehr. Stattdessen befand sich, so vorhanden, in Kamerablickrichtung links vom Objektiv ein Schieber zum Abblenden, den ein federbelasteter Knopf arretierte. Der Gehäusedeckel bestand aus Kunststoff, über dem eine Kupferschicht und dann die Farbschicht lag.
Bodenplatte und Gehäusedeckel gab es silberfarben oder schwarz. Die A-1 war immer in Schwarz gehalten, die AT-1 immer in Silber, die übrigen Modelle gab es gegen Mehrpreis in Schwarz, die AV-1 allerdings nicht von Beginn an.

### Sucher
Alle Modelle hatten einen fest eingebauten Prismensucher. Die Sucherscheibe war unterschiedlich gestaltet, der Suchereinblick konnte bei der A-1 mit einem Hebel geschlossen, sonst mit einem Kunststoffschieber zugehängt werden, den man im Blitzschuh aufbewahren konnte.

### Belichtungssteuerung

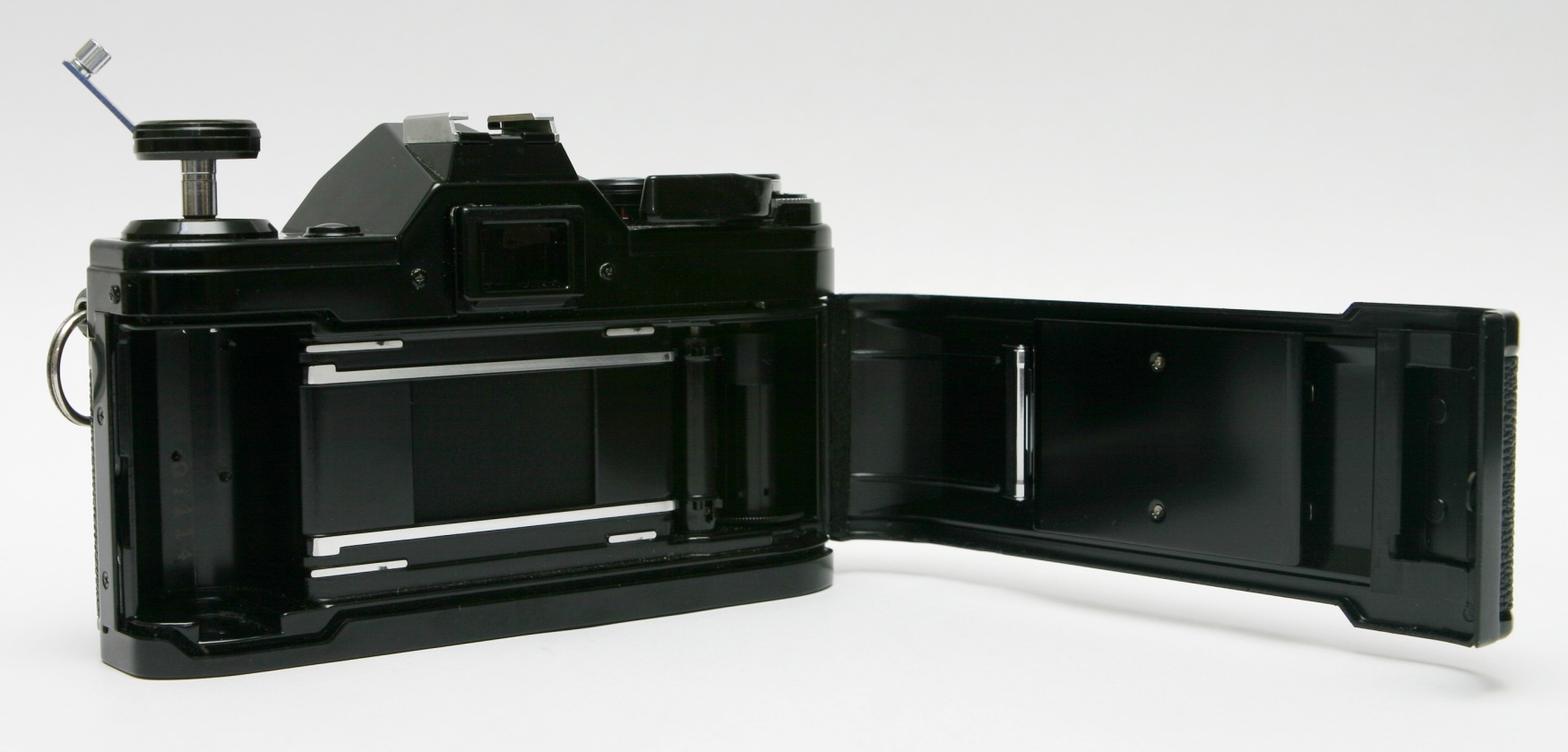
Canon AE-1 in Schwarz, Blick auf den Tuchverschluss

Die Belichtungsmessung entsprach mit der mittenbetonten Integralmessung dem allgemeinen Standard. Als Sensor kam mit Ausnahme der AT-1 eine Siliziumzelle zum Einsatz. Die gesamte Elektronik war mit flexiblen Leiterplatten aufgebaut.

### Verschluss
Alle Kameras besaßen den gleichen horizontal ablaufenden Tuchverschluss mit 1⁄60 s als kürzeste Blitzsynchron- und eine 1⁄1000 s als kürzeste Verschlusszeit. Nur die durch den Mikroprozessor bestimmte längste einstellbare Zeit fiel unterschiedlich aus. Der Auslöser war nicht mechanisch mit dem Verschluss verbunden, sondern schloss nur einen elektrischen Kontakt. Den stets vorhandenen Selbstauslöser realisierte ebenfalls die Elektronik. Er hatte an allen Kameras 10 s Vorlaufzeit, an der A-1 zusätzlich 2 s.

### Data Back A

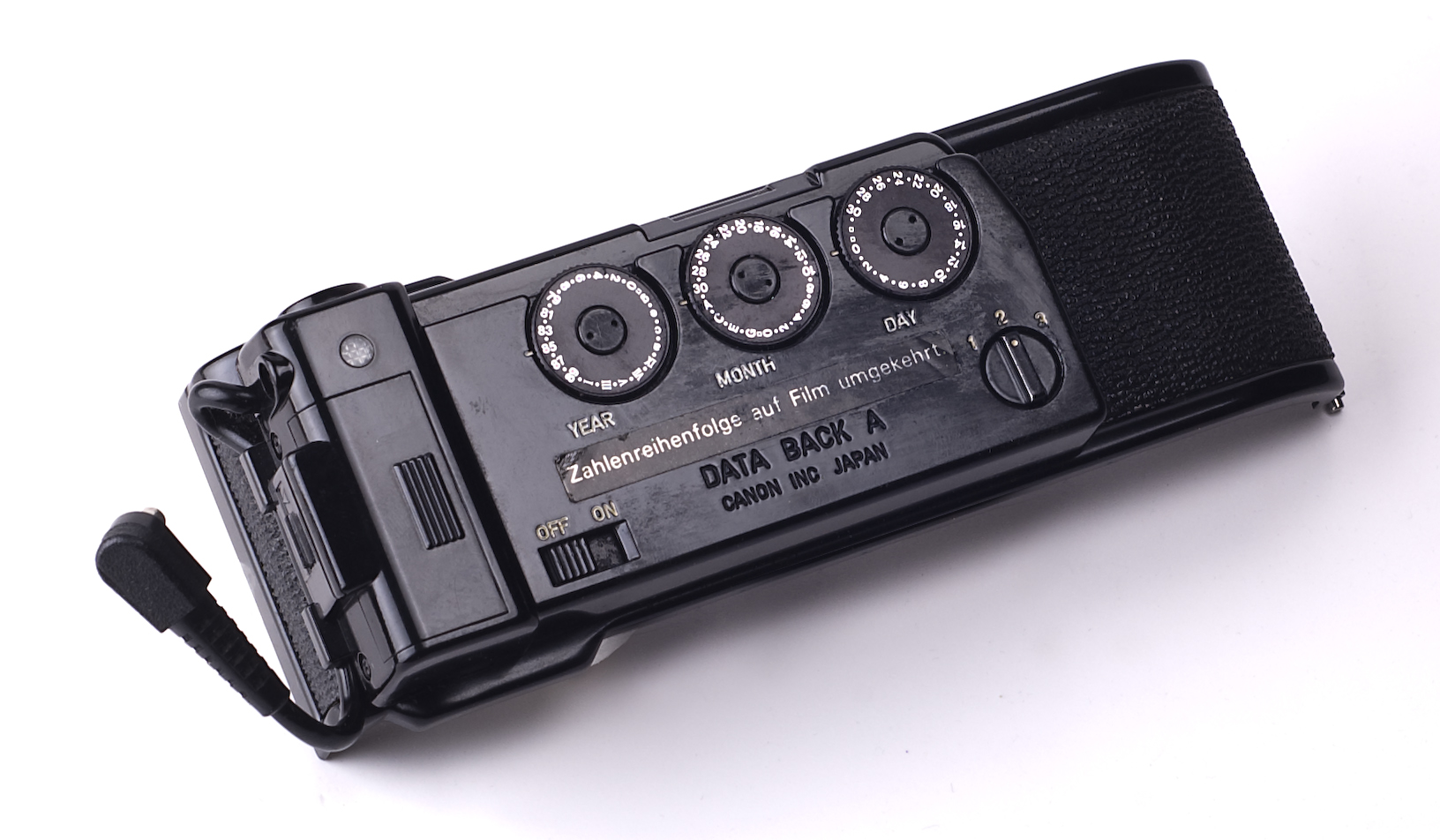
Canon Databack A

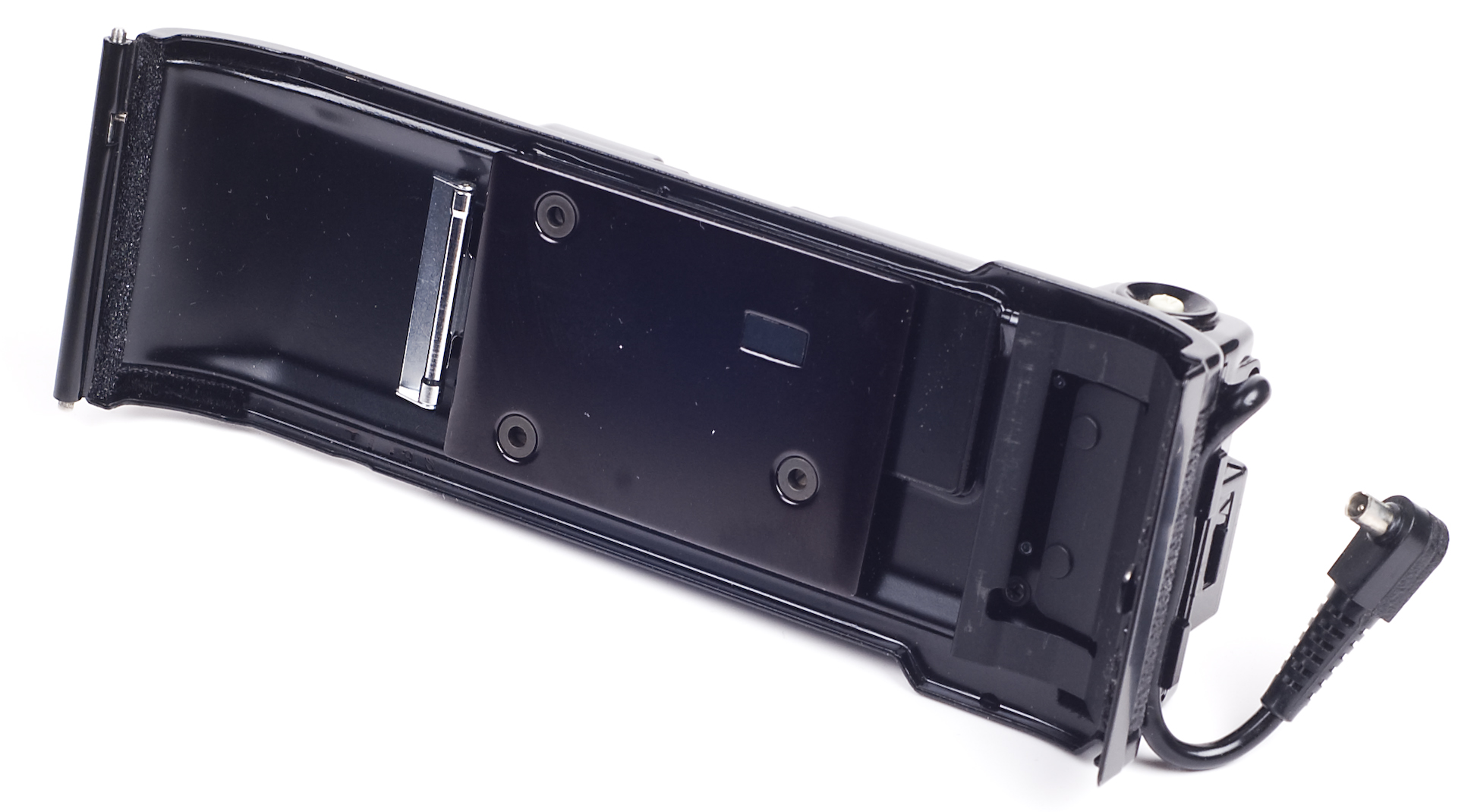
Canon Databack A

Ein noch ungewöhnliches Accessoire, zumal für eine gewöhnliche Amateurkamera stellte das Data Back A dar. Es ersetzte die Rückwand und konnte das Datum oder eine Buchstaben-Zahlenkombination mit orangefarbenen Zeichen in die untere rechte Bildecke einbelichten. Dazu war in ihm ein kleiner Blitz eingebaut, der über ein kurzes Synchronkabel mit dem X-Kontakt verbunden werden musste und eine eigene Stromversorgung, mit dem gleichen Batterietyp, wie die Kamera ihn verwendete. Mit einem dreistufigen Schalter musste der passende Filmempfindlichkeitsbereich gewählt werden.
Für die einzublendenden Daten standen drei Einstellräder bereit, die im Falle des Aufnahmedatums auf das Jahr, den Tag und den Monat einzustellen waren. Dabei standen elf Jahreszahlen zur Verfügung, die bei den ersten Modellen von 76 bis 87 reichten und nach Ablauf vom Werksservice ausgetauscht werden konnten.
- Mit dem rechten Rad für den Tag konnten Zahlen von 0 bis 31 oder nichts eingeblendet werden.
- Mit dem mittleren Rad für den Monat konnten Zahlen von 0 bis 31, Buchstaben von A bis G oder nichts eingeblendet werden.
- Mit dem linken Rad für das Jahr konnten die zweistellige Jahreszahl, römische Ziffern von I bis X, Buchstaben von a bis g oder nichts eingeblendet werden.

Das Data Back konnte nicht an die AV-1 oder AL-1 angesetzt werden, diese Kameras besaßen auch keine Buchse für die Blitzsynchronisation.

### Filmtransport

#### Power Winder A
Die AE-1 wurde zusammen mit dem Power Winder A vorgestellt, einem motorischen Filmtransport für eine Bildfrequenz bis zu 2/s. Er wurde am Stativgewinde unter die Kamera geschraubt. Dazu wurde ein kleiner Schraubdeckel in der Bodenplatte der Kamera abgenommen, der deren mechanische Transportkupplung abdeckte. Der Deckel konnte in einer dafür vorgesehenen Aufnahme am Winder aufbewahrt werden. Für die elektrische Verbindung sorgten zwei gefederte Kontaktstifte. Der Antrieb lief mit vier Mignonzellen in einem abnehmbaren Batteriefach, das auch separat erhältlich war und somit schnell gewechselt werden konnte. Als Zubehör war sogar ein externes Batterieteil erhältlich, das zwei solcher Batteriemagazine und eine Kamerabatterie aufnehmen konnte und per Kabel an Winder bzw. Kamera angeschlossen wurde. Als einziges Bedienelement war am Power Winder A ein Ein-Aus-Schalter vorhanden, so dass der Film bei Bedarf auch manuell transportiert werden konnte. Eine rote LED diente als Warnsignal, wenn der Filmtransport blockierte – etwa am Filmende. Der Power Winder A verlängerte die Kamera nach unten und hatte somit den Nebeneffekt, dass man die Kamera besser halten konnte. Er ließ sich an allen Kameras der A-Serie verwenden.

#### Power Winder A2

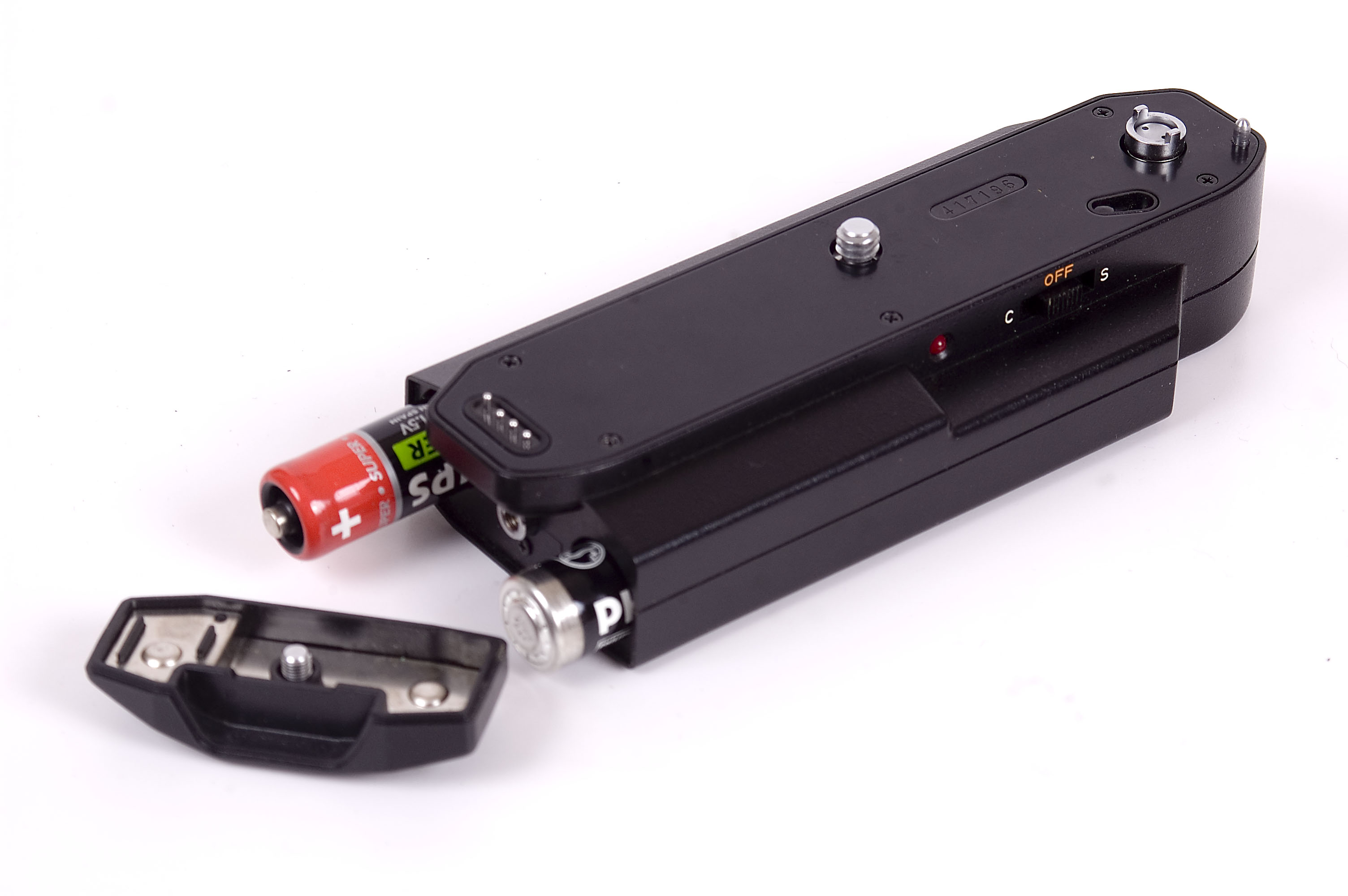
Canon Power Winder A2

Zusammen mit der AE-1 Program erschien der Power Winder A2. Er konnte ebenfalls an alle Kameras der A-Serie angeschlossen, besaß aber eine Zusatzfunktionen, die nur mit der A-1 oder der AE-1 Program funktionierte, da nur diese beiden Kameras über die dafür nötigen Zusatzkontakte verfügten: es gab eine Anschlussbuchse für ein Auslösekabel, wie sie schon von den Canon-Motordrives bekannt waren.
Außerdem konnte man den Power Winder A2 in den Einzelbild-Modus umschalten, dann erfolgte der Filmtransport erst nach Loslassen des Auslösers. Dies brachte aufgrund der geringen Bildfrequenz aber kaum einen praktischen Nutzen. Die Stromversorgung bestand weiterhin aus vier Mignonzellen, welche sich aber nicht mehr in einem abnehmbaren Behälter, sondern direkt im Gehäuse befanden.

#### Motor Drive MA
Der Motorantrieb „Motor Drive MA“ erschien mit der A-1 und konnte nur mit dieser oder der AE-1 Program betrieben werden. Der MA bestand im Wesentlichen aus einer dünnen Getriebeplatte mit angesetztem Handgriff, in dem sich der Elektromotor befand. Zum Ansetzen an die Kamera wurde die kameraseitige Abdeckung der Transportkupplung entfernt, wie auch die bei A-1 und AE-1 Program serienmäßige Griffplatte über dem Kamera-Batteriefach. Dort befand sich nach dem Ansetzen des Motors dessen Handgriff. Unter das eigentliche Motorteil wurde entweder das Batterieteil MA oder das NC-Teil MA eingerastet. Beide besaßen an ihrer Unterseite einen Hauptschalter, den man neben OFF auf Einzelbild (S), Serienbild langsam (L) oder Serienbild schnell (H) stellen konnte. Ebenso war ein zweiter Auslöser für Aufnahmen im Hochformat vorhanden. Der primäre Auslöser für Querformatbilder befand sich oben auf dem Handgriff. Das Batterieteil verfügte darüber hinaus über eine weiße Taste an seiner Unterseite, mit der man, unabhängig von der Position des Hauptschalters, direkt auf die maximale Transportgeschwindigkeit umschalten konnte. Sein Batteriemagazin nahm 12 Mignonzellen auf und ermöglichte mit der A-1 eine Aufnahmefrequenz von 3,5/s in der langsamen und 5/s in der schnellen Stellung, bzw. 3/s und 4/s mit der AE-1 Program. Das Akkupack besaß 12 fest eingebaute NiCd-Zellen und war etwas leichter und kleiner. Es ermöglichte mit beiden kompatiblen Kameras die Bildfrequenzen 3/s und 4/s. Zum Rückspulen wurde ein kleiner, mit einem R gekennzeichneter Hebel am Motorteil bedient, der seinerseits den Rückspulknopf der Kamera eindrückte und somit die übliche (manuelle) Verwendung der Rückspulkurbel der Kamera ermöglichte. Die schon bei den Windern erwähnte rote Warn-LED und eine Anschlussbuchse für ein Auslösekabel waren ebenfalls vorhanden.

### Stromversorgung
Die A-Serie verwendete keine Knopfzellen mehr, sondern mit Ausnahme der AL-1 eine 6 V-Batterie vom Typ PX 28, die es in Alkali- oder Silberoxidausführung gab. Sie befand sich links von Objektiv hinter einer Tür. Ohne eingelegte Batterie konnte dabei nicht ausgelöst werden. Weil es auch unter Amateuren noch als sehr großes Risiko galt, wegen leerer Batterie gar nicht mehr fotografieren zu können und nahezu jeder Testbericht einer Kamera diesen Aspekt betrachtete, gehörte ein Reservebatterie-Behälter zur Befestigung an den Tragegurt zum Lieferumfang.

### Blitzautomatik

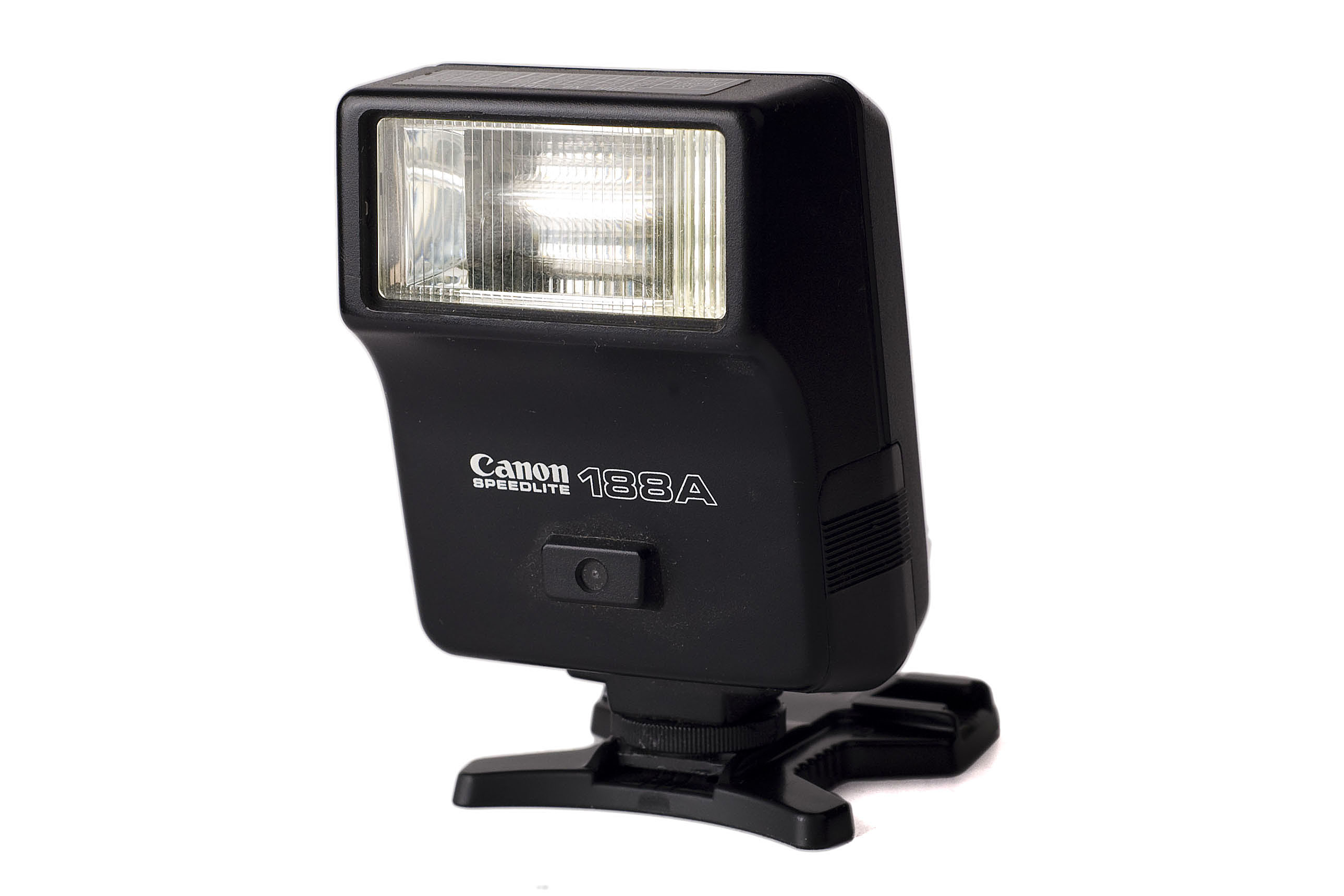
Speedlite 188A

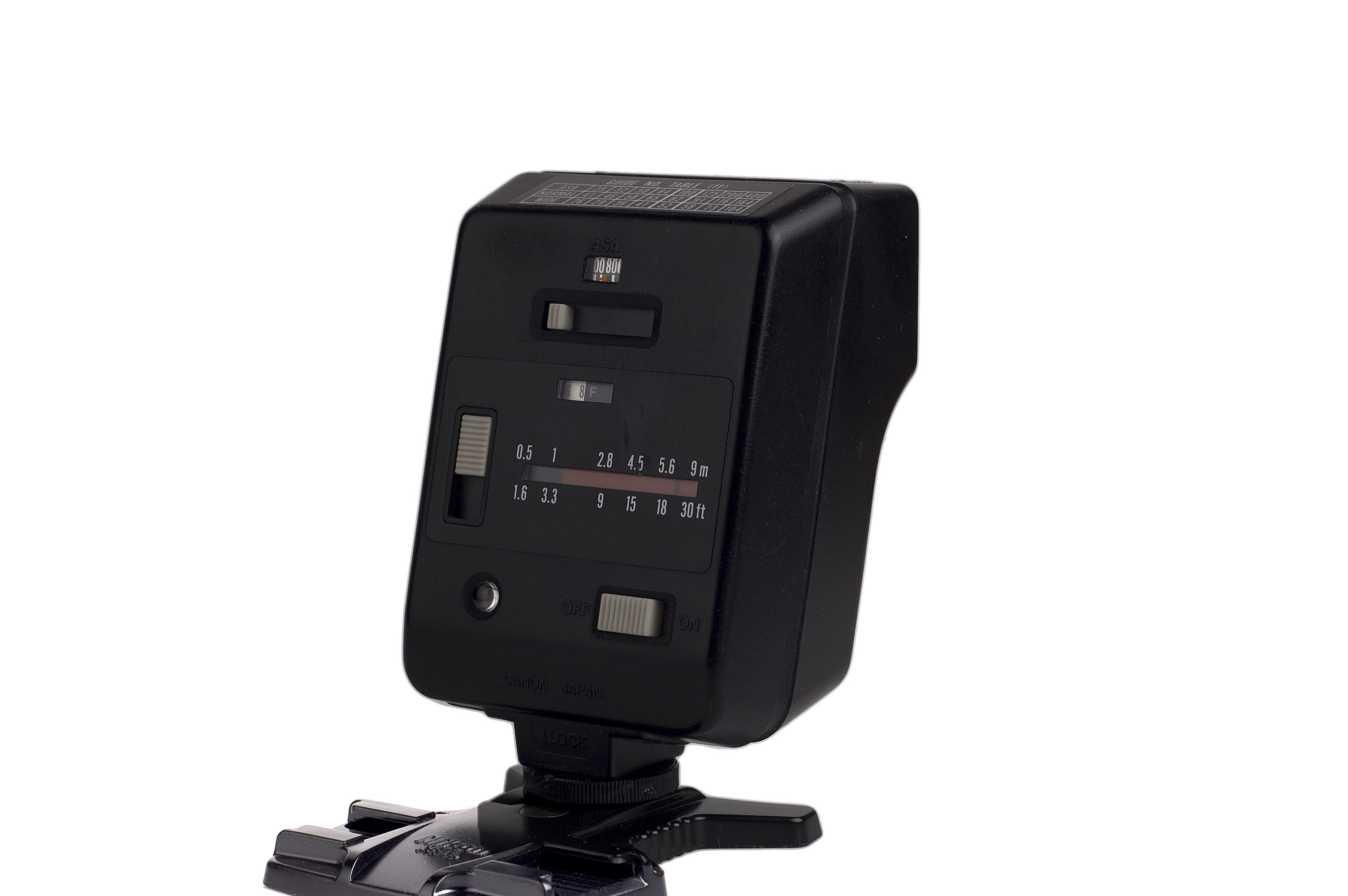
Speedlite 188A, Rückansicht

Die A-Serie hielt nicht mehr an der inzwischen überholten CAT-Blitzautomatik fest, sondern verwendete stattdessen Blitzgeräte mit eingebautem Lichtsensor und einer elektrischen Informationsübertragung durch zwei kleine Zusatzkontakte im Blitzschuh. Ein angeschlossener Systemblitz stellte die Kamera nach dem Einschalten automatisch auf 1⁄60 s Belichtungszeit (außer das Verschlusszeitenrad stand auf B) und übertrug die am Blitzgerät gewählte Blende auf das Objektiv. Letzteres galt nicht für AT-1, AV-1 und AL-1, da diese Kameras keine Übertragung des Blendenwerts zum Objektiv besaßen. Ihr Blitzschuh hatte nur einen Zusatzkontakt. Die Blitzbereitschaft wurde im Kamerasucher durch entsprechendes Ausschlagen der Messnadel angezeigt (AE-1, AT-1, AV-1, AL-1), bzw. durch ein Blitzsymbol (AE-1 Program) oder ein F in der Digitalanzeige der A-1.

#### Speedlite 155A
Mit der AE-1 erschien das Speedlite 155A, welches die Leitzahl 17 bei ISO 100/21° besaß. Es hatte zwei Automatikbereiche, der grüne für Aufnahmeentfernungen von 0,5 m bis 3 m und der rote für 0,5 m bis 6 m. Bei ISO 100/21° ergaben sich dazu entsprechend die Blenden 5,6 und 2,8. Der Reflektor des 155A konnte nicht geschwenkt werden.

#### Speedlite 199A
Mit der A-1 erschien das Speedlite 199A. Es bot eine zusätzliche Funktion: Schob man den Schiebeschalter an seinem Fuß von Auto auf Manu 1⁄60-30s, dann schaltete die Kamera nur dann auf 1⁄60 s um, wenn das Einstellrad auf einer (unzulässigen) kürzeren Zeit stand. Längere Belichtungszeiten als 1⁄60 s blieben dagegen erhalten. So ließen sich auch Blitzaufnahmen mit Langzeitsynchronisation realisieren. Dieser Schalter war an den anderen A-Kameras wirkungslos.
Das Speedlite 199A hatte die Leitzahl 30 bei ISO 100/21° und drei Automatikbereiche, sie reichten von 0,5 m bis 2,6 m, von 1 m bis 5,3 m und von 1,5 m bis 10,6 m. Die zugehörigen Blendenwerte bei ISO 100/21° waren 11, 5,6 und 2,8. Der Reflektor konnte bis 90° nach oben geschwenkt, jedoch nicht seitlich gedreht werden. Sein Leuchtwinkel reichte für Objektive ab 35 mm Brennweite aus, mit der mitgelieferten Streuscheibe konnten auch noch 24 mm ausgeleuchtet werden.

#### Speedlite 188A
Das Speedlite 188A erschien mit der AE-1 Program und bot mit dieser eine zusätzliche Funktion: Nach dem Auslösen blinkte das Biltzsymbol für 2 Sekunden im Sucher, wenn die Reichweite des Blitzes im Automatikbetrieb ausreichte. Es handelte sich also um die Information, welche sonst nur am Blitzgerät selbst angezeigt wurde. Der 188A besaß die Leitzahl 25 bei ISO 100/21° und wie der Typ 155A keinen schwenkbaren Reflektor sowie zwei Automatikbereiche.

#### Weitere Blitzgeräte
Im Laufe der Zeit vergrößerte sich das Programm auf neun Blitzgeräte. Sie hatten aber kaum eine Bedeutung, nachdem auch Fremdhersteller wie Braun, Metz oder Sunpak Systemblitzgeräte anboten. Es kamen noch die Modelle 011A, 133A, 166A, 177A, 533G und 577G hinzu, mit den Leitzahlen 14, 16, 20, 36 und 48, jeweils bei ISO 100/21°. Die G-Modelle waren Stabblitzgeräte.
Mit Ausnahme des Speedlite 300TL für die T90 ließen sich auch die Blitzgeräte der T-Reihe mit Vorteil an den A-Kameras nutzen. Das 299T bot etwa eine große Anzahl von Automatikblenden und einen weitgehend schwenk- und drehbaren Zoomreflektor.

### Marine Capsule A
September 1980 stellte Canon ein Unterwassergehäuse aus Seewasser-beständigen Stahl vor, dass mit der AE-1, AT-1 oder A-1 plus Power Winder A für Aufnahmen bis 60 m Tiefe verwendet werden konnte. Das Marine Capsule A war für meisten FD-Objektive von 15 mm bis 200 mm Brennweite gedacht, wobei die meisten mit Frontteil MCA A eingesetzt wurden, welches zum Lieferumfang gehörte und eine Domscheibe besaß. Lediglich das 15-mm-Fisheye-Objektiv verlangte nach dem Vorderteil MCA FE, ebenfalls mit Domscheibe, und das 100-mm-Makroobjektiv sowie die beiden Teleobjektive FD 135 mm, f/2,5 und FD 200 mm, f/4 nach dem Vorderteil MCA T mit planer Frontscheibe. Die Übertragung der Entfernungseinstellung und der Blende geschah über Zahnräder, welche passend zum Objektiv gekauft werden und dann aufgesteckt werden mussten.
Das Marine Capsule A ist nur selten verkauft worden.

## AE-1

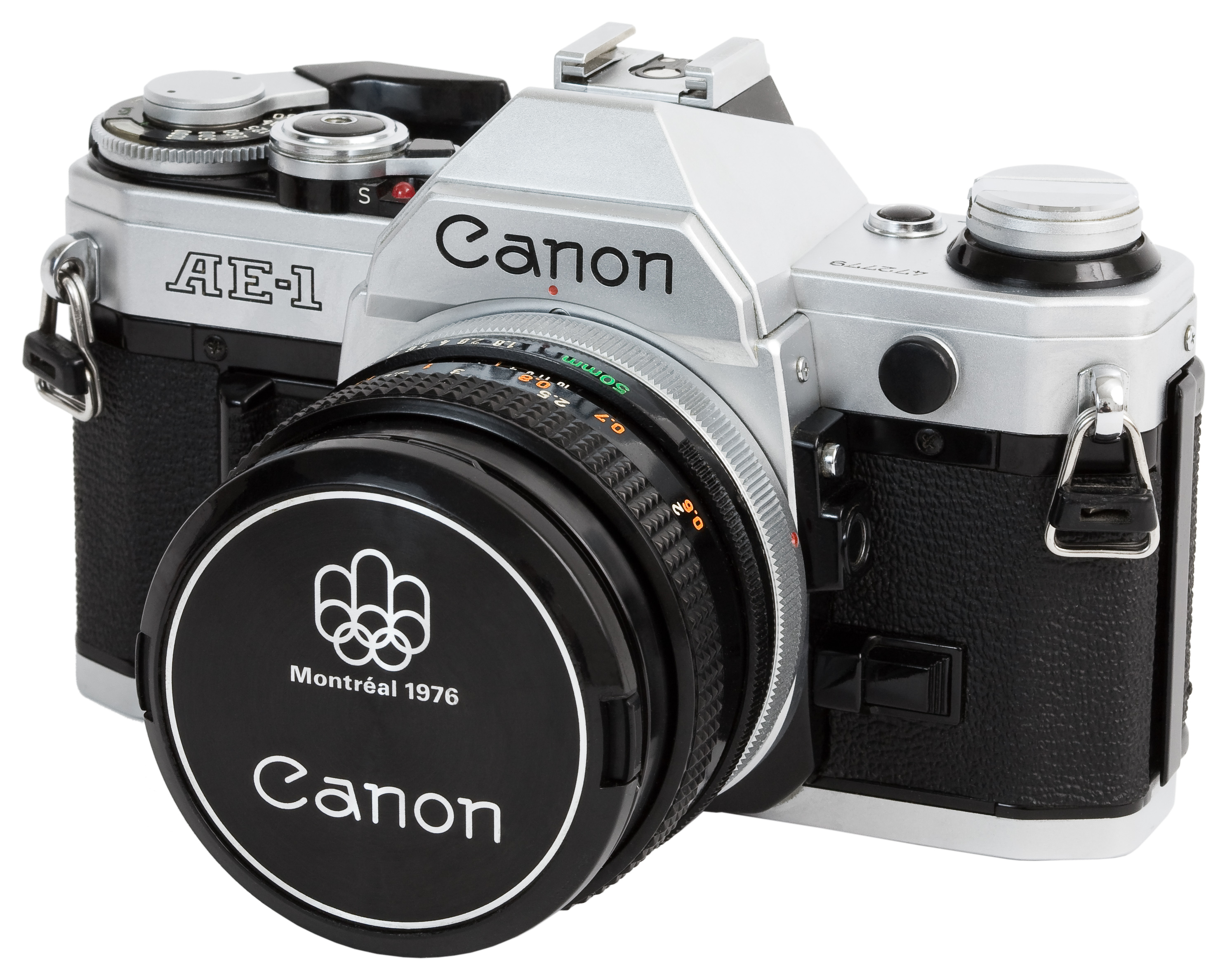
Canon AE-1 in Silber

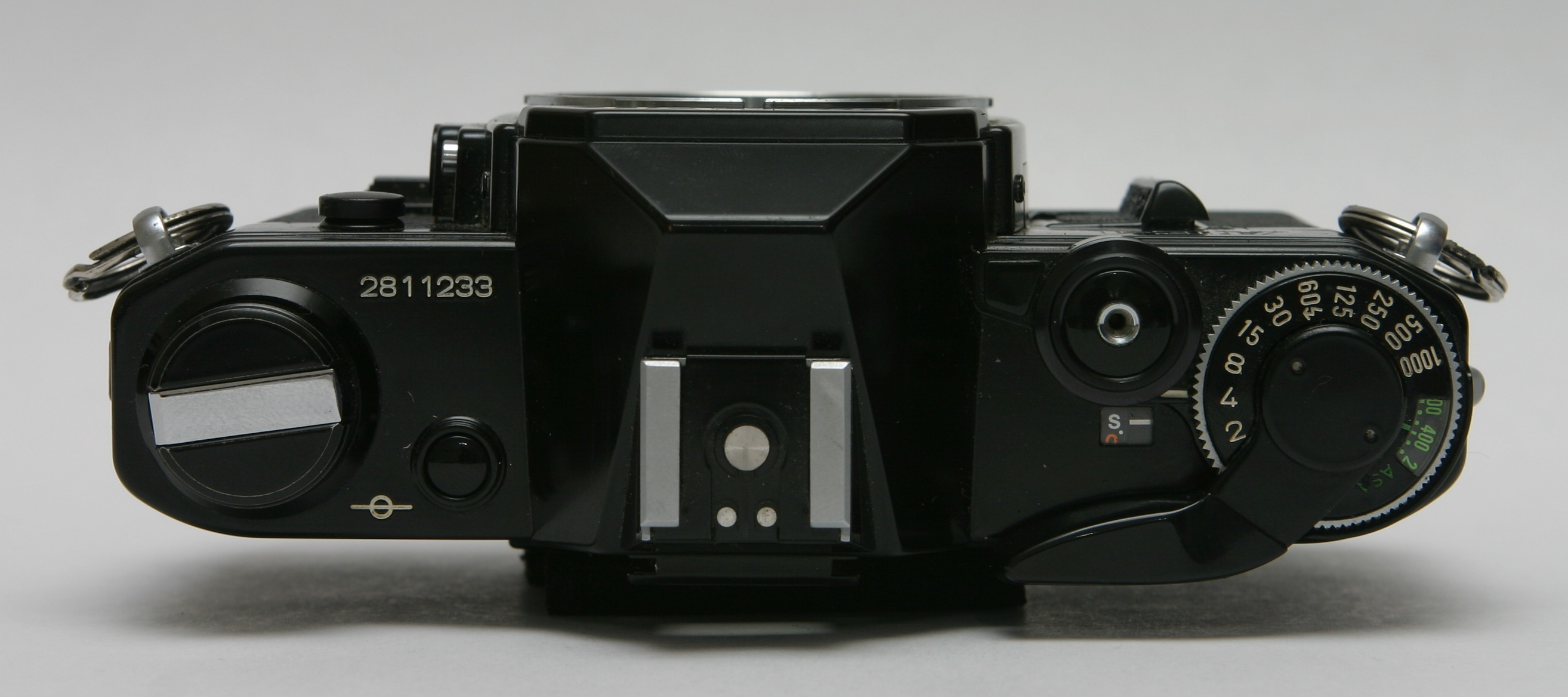
Canon AE-1 in Schwarz, Gehäusedeckel

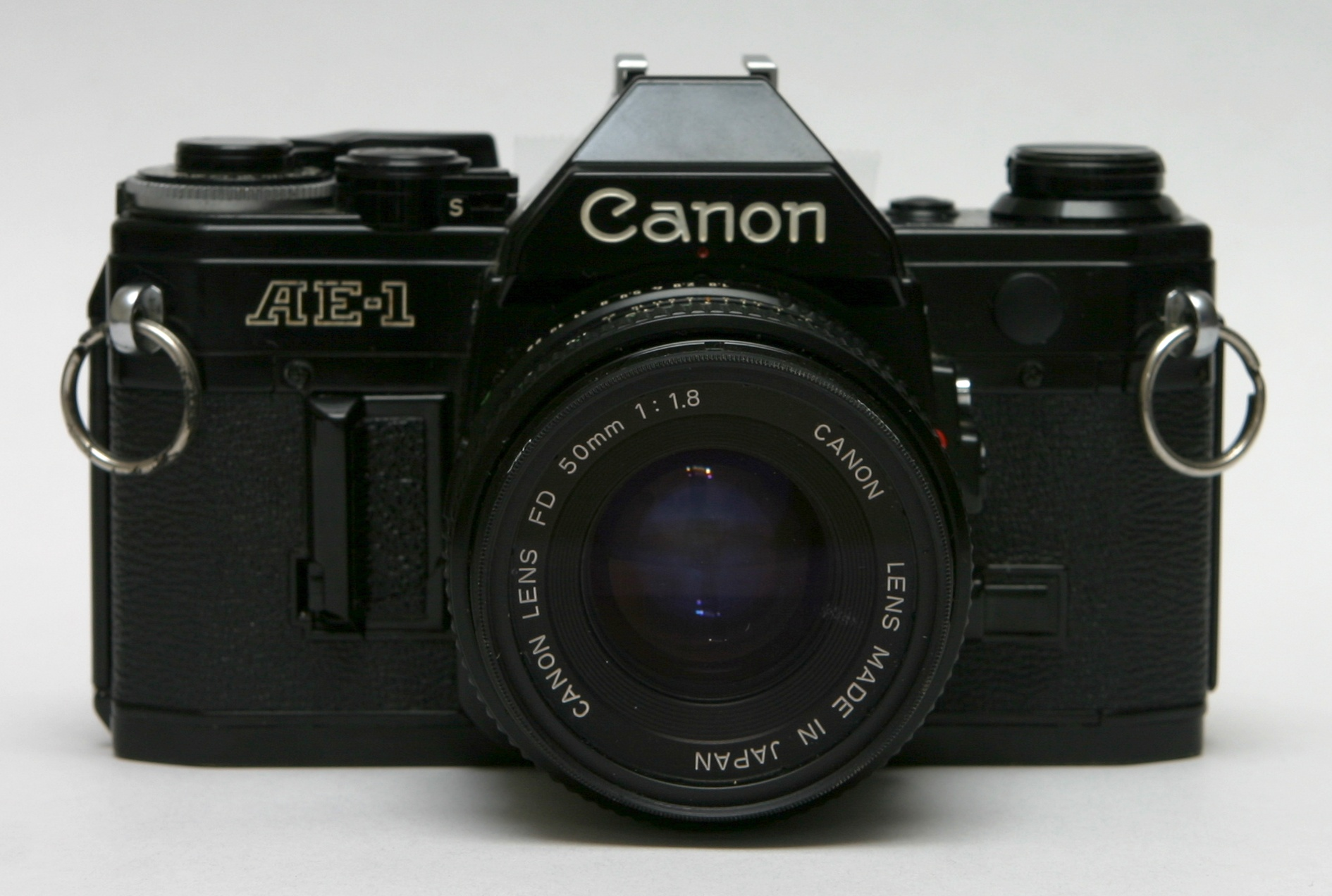
Canon AE-1 in Schwarz

### Zeitraum und Einordnung
Die AE-1 erschien im April 1976 und wurde 1984 von der Canon T-70 abgelöst, hatte allerdings mit Erscheinen der AE-1 Program kaum noch eine Bedeutung. Sie löste die Canon FTb ab.
Die AE-1 kostete mit dem Normalobjektiv 50 mm f/1,8 anfänglich ca. 730 DM, dieser Preis fiel nach Erscheinen der A-1 auf ca. 630 DM. Es wurden in etwa 5,7 Millionen Exemplare verkauft.

### Besonderheiten

#### Belichtungssteuerung
Der Mikroprozessor wählte zur eingestellten Belichtungszeit eine Blende und zeigt sie im Sucher an. Dieser in I2L-Technik aufgebaute Prozessor umfasste über 1000 Transistorfunktionen. Die Stromversorgung war nur eingeschaltet während des Auslösens und beim Antippen des Auslösers, bzw. der Belichtungsprüftaste. Letztere hatte die gleiche Funktion und befand sich in Kamerablickrichtung seitlich links am Bajonettsockel. Darüber befand sich die Gegenlichtkorrekturtaste, welche die Blende um 1,5 Stufen öffnete.
An der Kamera ließ sich eine Filmempfindlichkeit von ISO 25/15° bis ISO 3200/36° einstellen, der Belichtungsmesser war bei der niedrigsten Empfindlichkeit bis 2 s Verschlusszeit gekoppelt und dann schrittweise weniger, bis der Bereich bei höchster Empfindlichkeit nur noch bis 1⁄60 s reichte.

#### Sucher

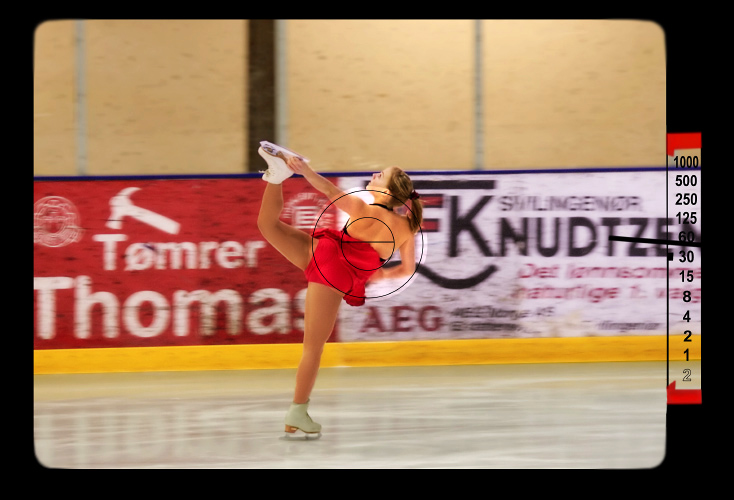
Sucher der AV-1, rechts wird die Belichtungszeit angezeigt

Die Einstellscheibe der AE-1 besaß die bei vielen Spiegelreflexkameras ohne Autofokus übliche Kombination von Mikroprismenring mit Schnittbildentfernungsmesser. Im Sucher befinden sich die Anzeigen, ein Zeigerinstrument und zwei Leuchtdioden, neben dem rechten Bildrand. Das Instrument gab den von der Kamera ermittelten Blendenwert an, eine rote Leuchtdiode darunter warnte vor Unterbelichtung und ein von der zweiten Diode ebenfalls rot beleuchtetes M darüber erinnerte an die ausgeschaltete Blendenautomatik.

#### Selbstauslöser
Bei der AE-1 reichte das Einstellrad bis 2 s. Der Selbstauslöser wurde mit der Auslöserverriegelung geschaltet und hatte 10 s Vorlaufzeit, während der eine rote LED neben dem Auslöser blinkte, die letzten 2 s schnell.

#### Stromversorgung
Zwischen der Rückspulkurbel und dem Sucherprisma lag eine Prüftaste, die bei voller Batterie den Zeiger im Sucher bis etwa zur 2,8 ausschlagen ließ. Mit zunehmender Erschöpfung der Batterie stieg der Anzeigewert beim Prüfvorgang. Erreichte er die 5,6 (dort befand sich eine kleine Markierung), galt die Batterie als erschöpft und sollte ausgewechselt werden.

## AT-1

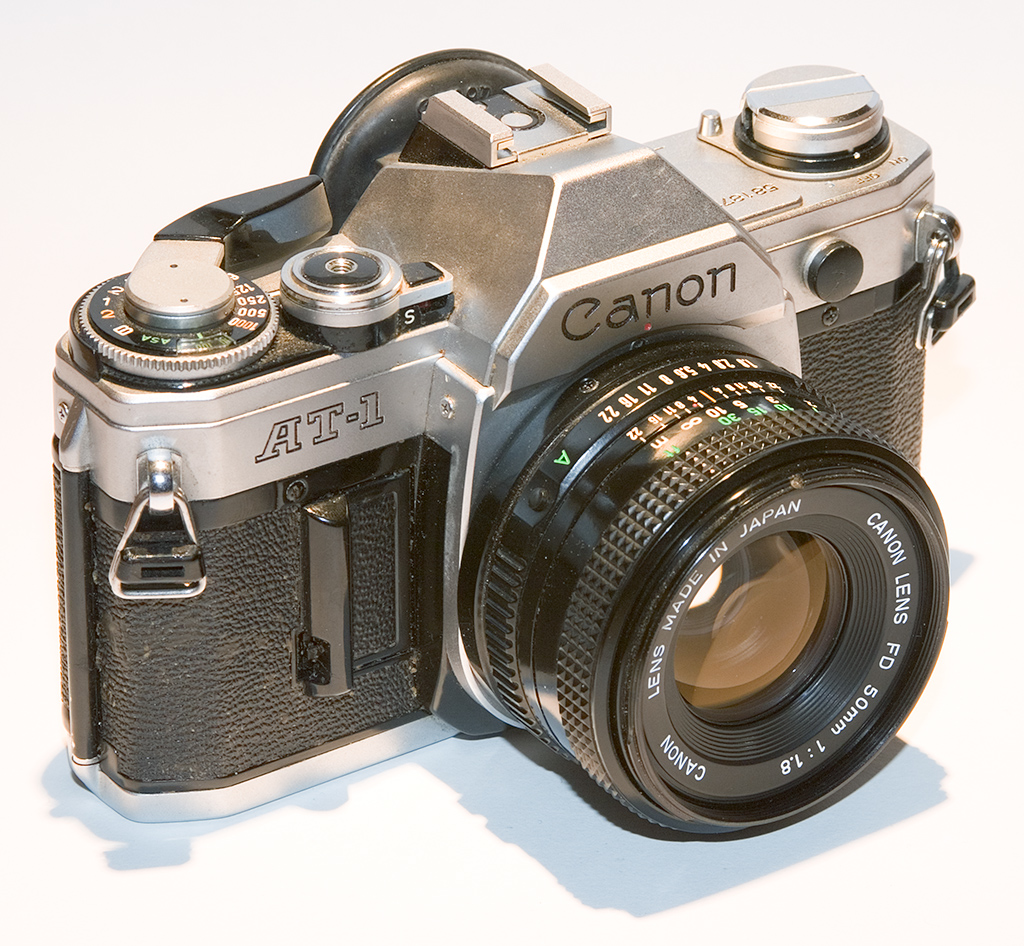
Canon AT-1

### Zeitraum und Einordnung
Die AT-1 ergänzte im Dezember 1976 das Canon-Programm um ein Einsteigermodell, das ca. 100 DM weniger als die AE-1 kostete. Sie lief nach Erscheinen der AV-1 aus, außer der professionellen F-1, gab es seitdem von Canon keine Spiegelreflexkamera mit Nachführzeiger im Sucher.
Die AT-1 wurde nicht auf dem japanischen Markt angeboten.

### Besonderheiten

#### Gehäuse
Die AT-1 war mit der AE-1 sehr weitreichend baugleich. Selbst die Gehäusekappen unterschieden sich nur minimal, so dass man die beiden Modelle auf den ersten Blick an kaum mehr als dem Schriftzug unterscheiden konnte. Es fehlten aber die beiden Tasten für die Belichtungsmessung am Bajonettsockel, da sie hier keine Funktion gehabt hätten.

#### Belichtungssteuerung
Die Belichtungssteuerung geschah manuell, indem wie allgemein üblich und noch von der Canon FTb bekannt zwei Zeiger am linken Bildrand zur Deckung gebracht werden mussten. Im Gegensatz zur AE-1 kam keine Silizium-, sondern eine CdS-Zelle zum Einsatz. Solch eine Zelle kam ohne Messverstärker aus und sparte dadurch Strom, reagierte aber träger. Die beiden Tasten am Bajonettsockel für Belichtungsmessung und -korrektur entfielen ersatzlos.

#### Stromversorgung
Aufgrund der Nachführmessung benötigte die AT-1 einen Schalter, mit dem die Kamera dauerhaft eingeschaltet werden konnte. Dieser befand sich um der Rückspule herum und übernahm in Stellung C die Batterieprüfung, so dass es keine eigene Taste dafür gab.

## A-1

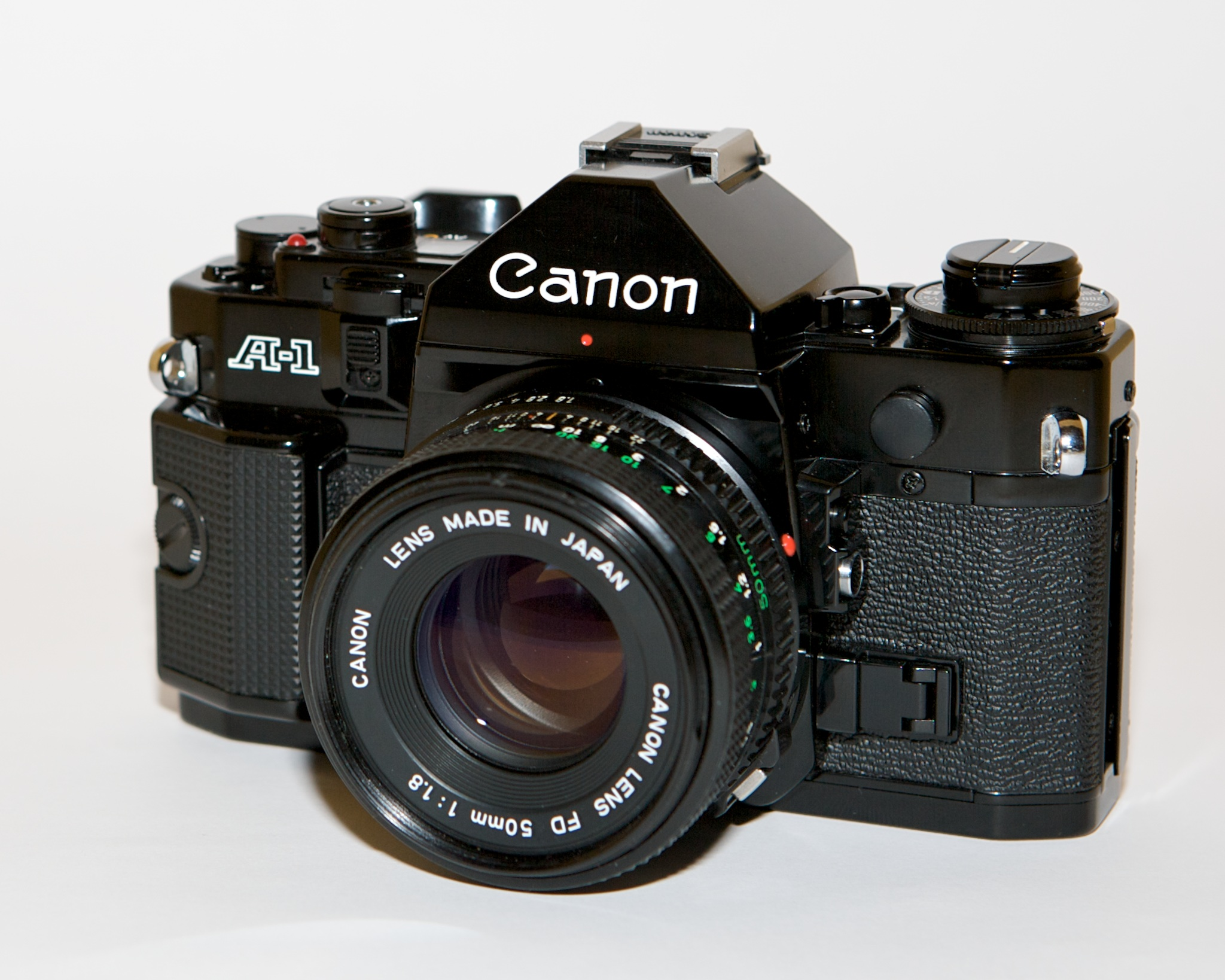
Canon A-1

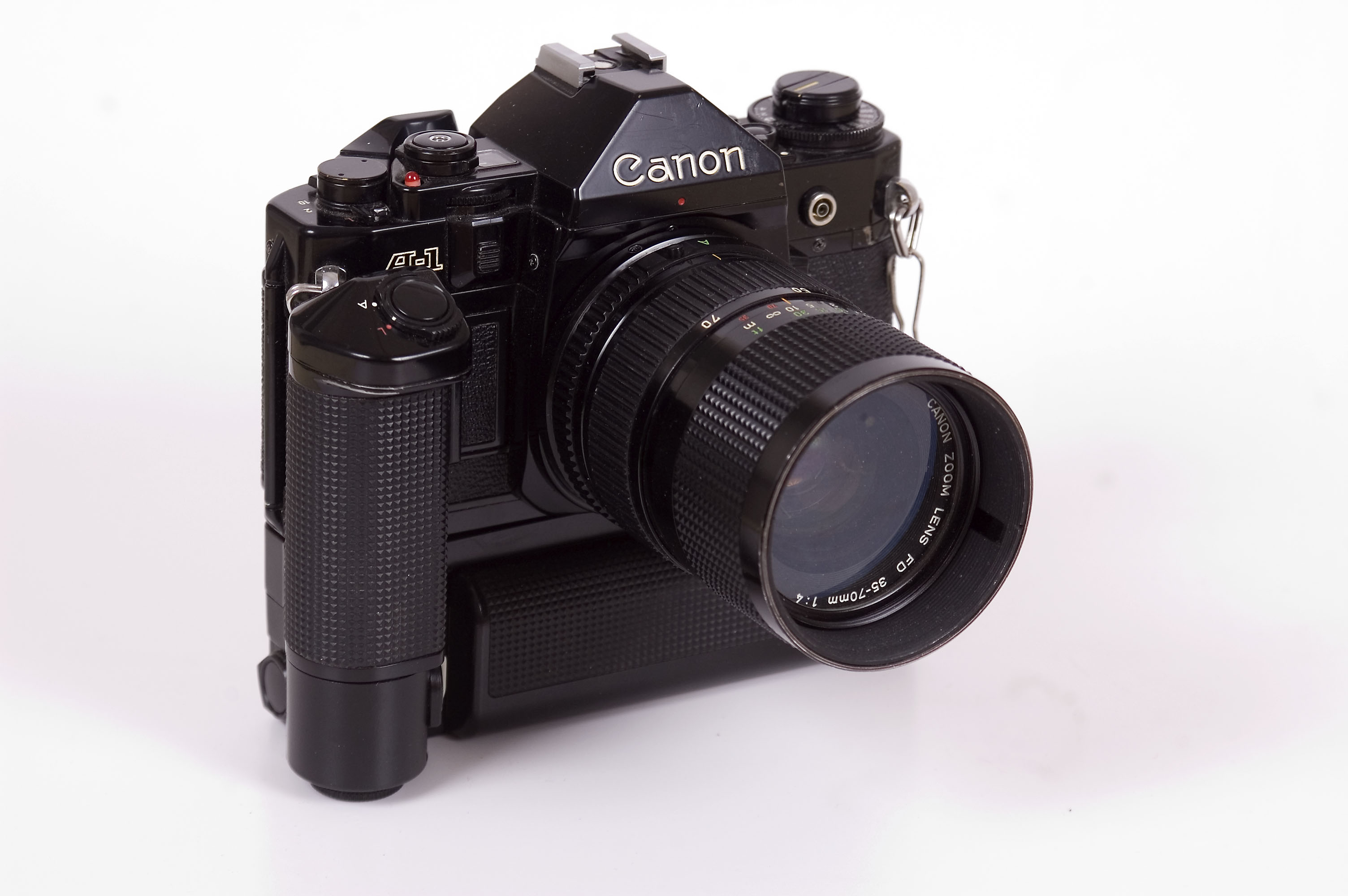
Canon A-1 mit Motor Drive MA und Batterieteil MA

### Zeitraum und Einordnung
Die A-1 erschien im April 1978 und blieb bis zum Erscheinen der Canon EOS im Programm, wurde aber praktisch von der Canon T90 abgelöst. Ihr Vorgänger war die Canon EF. Genau wie diese kostete sie mit dem Normalobjektiv 50 mm f/1,8 ca. 1200 DM.

### Besonderheiten

#### Sucher
Der Sucher bot ein für die damalige Zeit besonders modernes Erscheinungsbild, da er unter dem unteren Bildrand mit roten 7-Segment-Leuchtdiodenanzeigen ausgerüstet war, die Blende und Verschlusszeit angaben. Die B-Einstellung für Langzeitbelichtungen wurde als buLb angezeigt, ein F wies die Blitzbereitschaft eines angeschlossenen Systemblitzgeräts aus und beides zusammen fürte zu bu F. Im Falle eines Fehlers wurde EEEE EE angezeigt, was für Error stand. Zur Warnung vor Über- oder Unterbelichtung blinkte die gesamte Anzeige.
Um den Fotografen nicht zu irritieren, wechselte die Anzeige maximal alle 0,5 Sekunden die Zahlen und passte ihre Helligkeit der Bildhelligkeit an: ab EV 15 war sie maximal hell, von EV 11 bis EV 15 betrug die Helligkeit 1⁄2, von EV 8 bis EV 11 nur noch 1⁄8 und unter EV 5 lediglich 1⁄16.
Solch eine Anzeige kam erstmals an einer Kleinbild-Spiegelreflexkamera vor, lediglich die Anzeige nur der Verschlusszeit mit 7-Segment-Anzeige gab es zuvor schon bei der Fujica ST-901. Diese Kamera zeigte allerdings nur gerundete Werte, beispielsweise 100 für eine 1⁄125 s an, was bei den Kunden nicht sonderlich gut ankam, so dass das Nachfolgemodell wieder herkömmliche Zeiger besaß. Die A-1 geriet hingegen sofort zu einem gigantischen Erfolg, so dass Canon in einer Annonce um Verständnis für Lieferengpässe bat.

#### Einstellscheiben
Vom Werksservice konnten folgende Einstellscheiben eingebaut werden. Standard war die Scheibe E:
- Typ A: Mikroprismenraster
- Typ B: Schnittbildindikator
- Typ C: Vollmattscheibe
- Typ D: Gittermattscheibe
- Typ E: Mikroprismenring und Schnittbildindikator
- Typ G: Mikroprismenraster für Objektive mit Lichtstärke 3,5–5,6
- Typ I: Doppelfadenkreuz

#### Belichtungssteuerung
Die Filmempfindlichkeit konnte von ISO 6/9° bis ISO 12800/42° an einem Ring um die Rückspulkurbel herum eingestellt werden, der gleichzeitig auch zur Belichtungskorrektur von ±2 Blendenstufen in 1⁄3-Blenden-Schritten diente. Der Belichtungsmesser war bei ISO 100/21° bis 8 s Belichtungszeit gekoppelt, dies entsprach EV − 2 bis EV 18.
- Blendenautomatik
Für die Blendenautomatik musste der Schalter neben dem Wahlrad auf Tv (time value) und der Blendenring des Objektivs in Automatikstellung stehen, dann erschienen im Fenster für das Blenden-/Zeitenrad die Verschlusszeiten und konnten mit dem Rad in ganzen Stufen eingestellt werden.
- Zeitautomatik
Im Gegensatz zu allen bisherigen Spiegelreflexkameras mit Zeitautomatik und damit auch der Minolta XD 7 wurde die Blende bei Zeitautomatik nicht am Objektiv, sondern ebenfalls an der Kamera eingestellt. Wie bei der Blendenautomatik befand sich dabei der Blendenring des Objektivs in der Automatik-Stellung. Der Wahlhebel an der Kamera stand auf Av (aperture value) und das Fenster des Blenden-/Zeitenrads zeigte die Blendenwerte, welche sich wie gewohnt in halben Stufen einstellen ließen.
- Programmautomatik
Für die Programmautomatik gab es in Stellung Blendenautomatik über der 1⁄1000 s hinaus noch die Stellung P. Dann wählte die Kamera zu einer bestimmten Helligkeit eine bestimmte Blenden-Zeit-Kombination, die im Speicher der Elektronik abgelegt war.
- Arbeitsblenden-Zeitautomatik
Bei gedrückten Abblendschieber stellte sich die Kamera automatisch die Arbeitsblenden-Zeitautomatik und das kombinierte Blenden-/Zeiteneinstellrad war funktionslos. Im Sucher wurde nun nur noch die Verschlusszeit angezeigt.
- Manuelle Einstellung
Bei nicht gedrückten Abblendschieber ließen sich die Blende am Objektiv und die Zeit an der Kamera manuell einstellen.

#### Verschluss
Es konnten wie von der Canon EF bekannt Zeiten von 1⁄1000 s bis 30 s eingestellt werden.

## AV-1

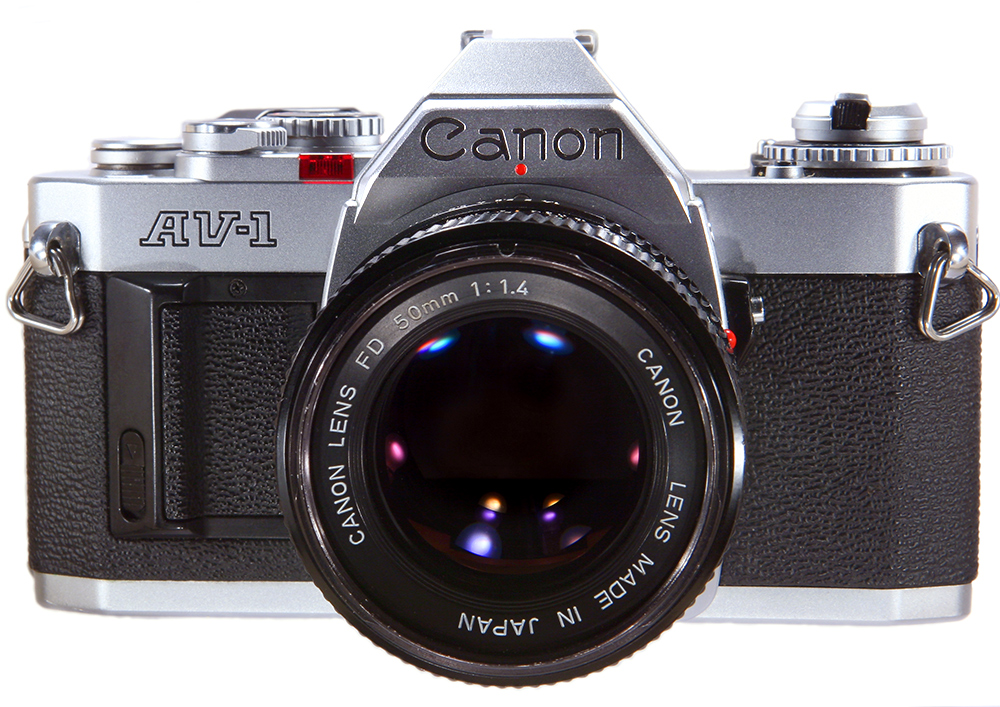
AV-1 in Silber

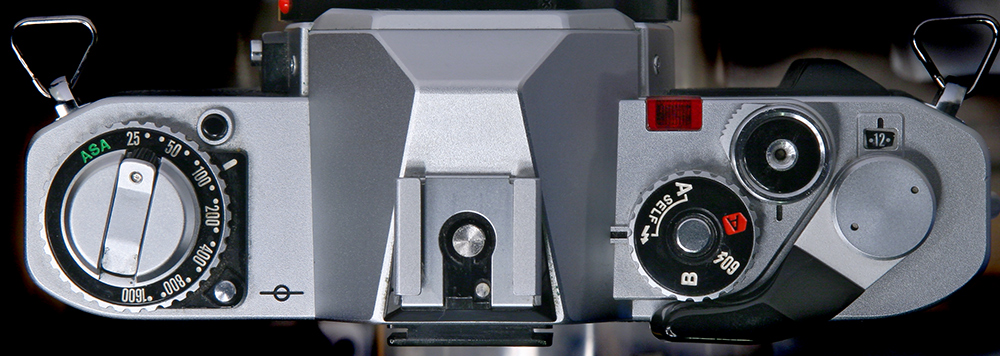
AV-1: Es gibt nur einen Zusatzkontakt im Blitzschuh und keine beliebige Verschlusszeiteinstellung.

### Zeitraum und Einordnung
Die AV-1 erschien im Mai 1979 etwa gleichzeitig mit der vergleichbaren Nikon EM. Es handelte sich um ein Einsteigermodell, das etwas preisgünstiger als die AE-1 angeboten wurde und dafür auch einfacher ausgestattet war. Sie kostete genauso viel wie die AT-1, welche kurze Zeit später auslief.

### Besonderheiten

#### Gehäuse
Am Gehäuse fehlte der Abblendschieber, so dass man nicht zur Kontrolle der Schärfentiefe abblenden konnte. Am Bajonettsockel gab es nur die Taste für die Belichtungskorrektur, die Messung konnte nur mit Antippen des Auslösers eingeschaltet werden.
Außerdem gab es keine Buchse für die Blitzsynchronisierung, man konnte auch nicht das Data Back A verwenden, welches diese Buchse benutzte.

#### Sucher
Die Einstellscheibe der AV-1 besaß ebenfalls die Kombination Mikroprismenring mit Schnittbildentfernungsmesser. Auch befand sich ein Zeigerinstrument neben dem rechten Bildrand, es gab die Belichtungszeit von 2 s bis 1⁄1000 s an. Leuchtdioden hingegen gab es keine im Sucher.

#### Belichtungssteuerung
Bei der AV-1 handelte es sich um einen Zeitautomaten. Dies sparte einen Servomotor ein, da keine Blendenübertragung von der Kamera zum Objektiv erforderlich war. Der Blendenwert wurde wie bei der AT-1 am Objektiv eingestellt und dabei vom Blendensimulator auf die Kamera übertragen. Die Filmempfindlichkeit konnte nur von ISO 25/15° bis ISO 1600/33° eingestellt werden.
Das Zeiteneinstellrad besaß nur die Positionen Automatikbetrieb, Blitzsynchronzeit und B sowie Selbstauslöser mit Automatik oder Blitzsynchronzeit. Andere Zeiten konnte man nicht manuell einstellen. Dies verhielt sich beispielsweise bei der Nikon EM oder der Asahi Pentax ME ebenso, es handelte sich aber um die erste Canon-Spiegelreflexkamera ohne frei einstellbare Belichtungszeiten.
Die Belichtungszeit wurde von der Kamera zwischen 2 s und 1⁄1000 s gewählt, wobei der Messbereich von EV 1 bis EV 18 reichte, entsprechend 1 s und f/1,4 bis 1⁄1000 s und f/22 bei ISO 100/21°.

## AE-1 Program

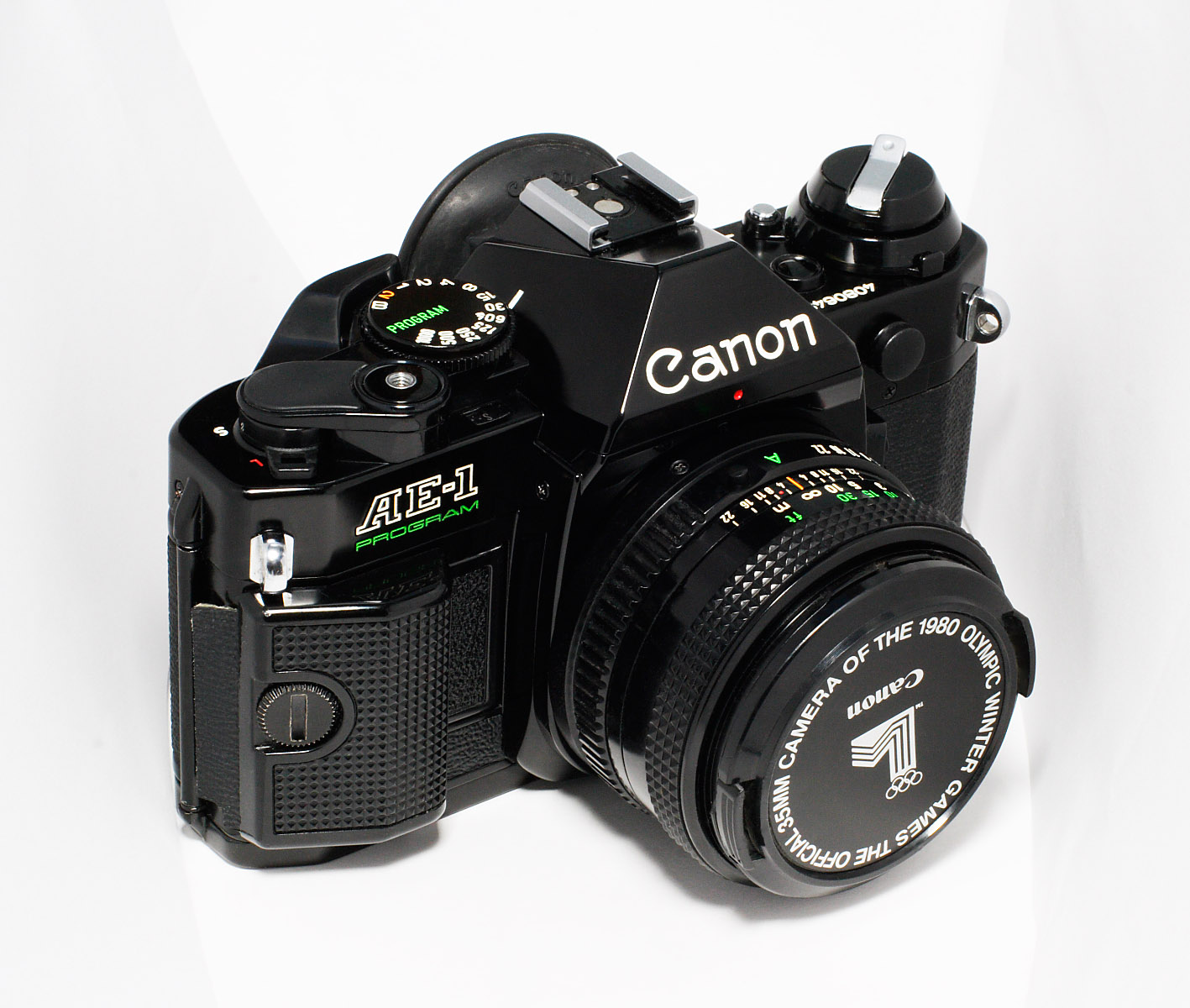
AE-1 Program in Schwarz

### Zeitraum und Einordnung
Die AE-1 Program erschien im April 1981 als zusätzliches Modell, löste aber die AE-1 praktisch ab. Die AE1 Program ergänzte die gewöhnliche AE-1 um einige Eigenschaften der A-1.

### Besonderheiten

#### Gehäuse
Der mechanische Aufbau und das Gehäuse der AE-1 Program entsprechen mehr der A-1 als der älteren AE-1. Insbesondere lag das Verschlusszeitenrad nicht mehr auf einer Achse mit dem Filmtransporthebel. Es war jetzt auch möglich, den für die A-1 konstruierten besonders schnellen professionellen motorischen Filmtransport „Motor Drive MA“ zu verwenden (siehe oben).

#### Sucher
Die Anzeigen befanden sich genau wie bei der AE-1 neben dem rechten Bildrand im Sucher, allerdings gab es kein Zeigerinstrument mehr, sondern übereinander angeordnete Leuchtsymbole und Ziffern. Von unten nach oben waren dies ein Blitzsymbol, die Ziffern 1; 1,4; 2; 2,8; 4; 5,6; 8; 11; 16; 22; 32 und die Buchstaben P für Programmautomatik sowie M für manuell.

#### Einstellscheiben
Für die AE-1 Program gab es folgende Sucherscheiben, die im Gegensatz zur A-1 sogar vom Fotografen selber ausgewechselt werden konnten. Dazu lag den Scheiben ein kleines Werkzeug bei. Die Scheibe E war Standard.
- Typ A: Mikroprismenraster
- Typ B: Schnittbildindikator
- Typ C: Vollmattscheibe
- Typ D: Gittermattscheibe
- Typ E: Mikroprismenring und Schnittbildindikator
- Typ H: Messskalenkreuz
- Typ I: Doppelfadenkreuz
- Typ L: Kreuz-Schnittbildindikator

Mit der AE-1 Program wurde ein neuer Schnittbildindikator eingeführt, der in den Mattscheiben B und E verfügbar war. Im Gegensatz zu konventionellen Typen dunkelten die Schnittbidhälften auch bei lichtschwächeren Objektiven nicht oder nur wenig ab, so dass sich die Nutzbarkeit mit Objektiven von Lichtstärke 4 oder 5,6 erheblich verbesserte.

#### Belichtungssteuerung
Die namensgebende Neuerung besteht in der Programmautomatik. Sie funktionierte genau wie bei der A-1: Am Verschlusszeitenrad folgte der 1⁄1000 s eine weitere Stellung. In dieser wählte die Kamera Blende und Verschlusszeit selbsttätig nach einer Kennlinie.

## AL-1

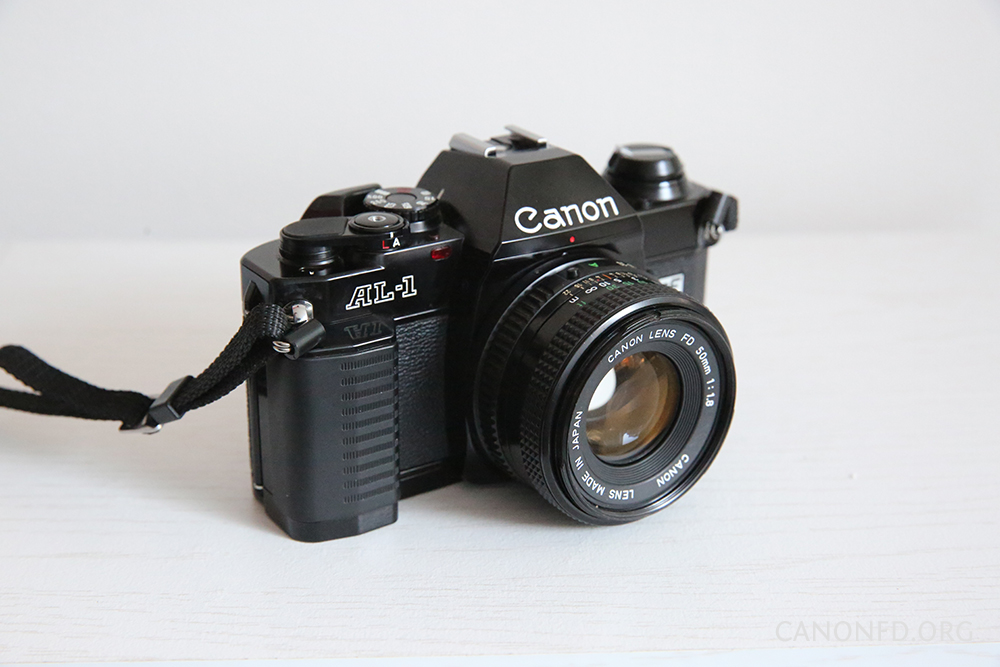
Canon AL-1 in Schwarz

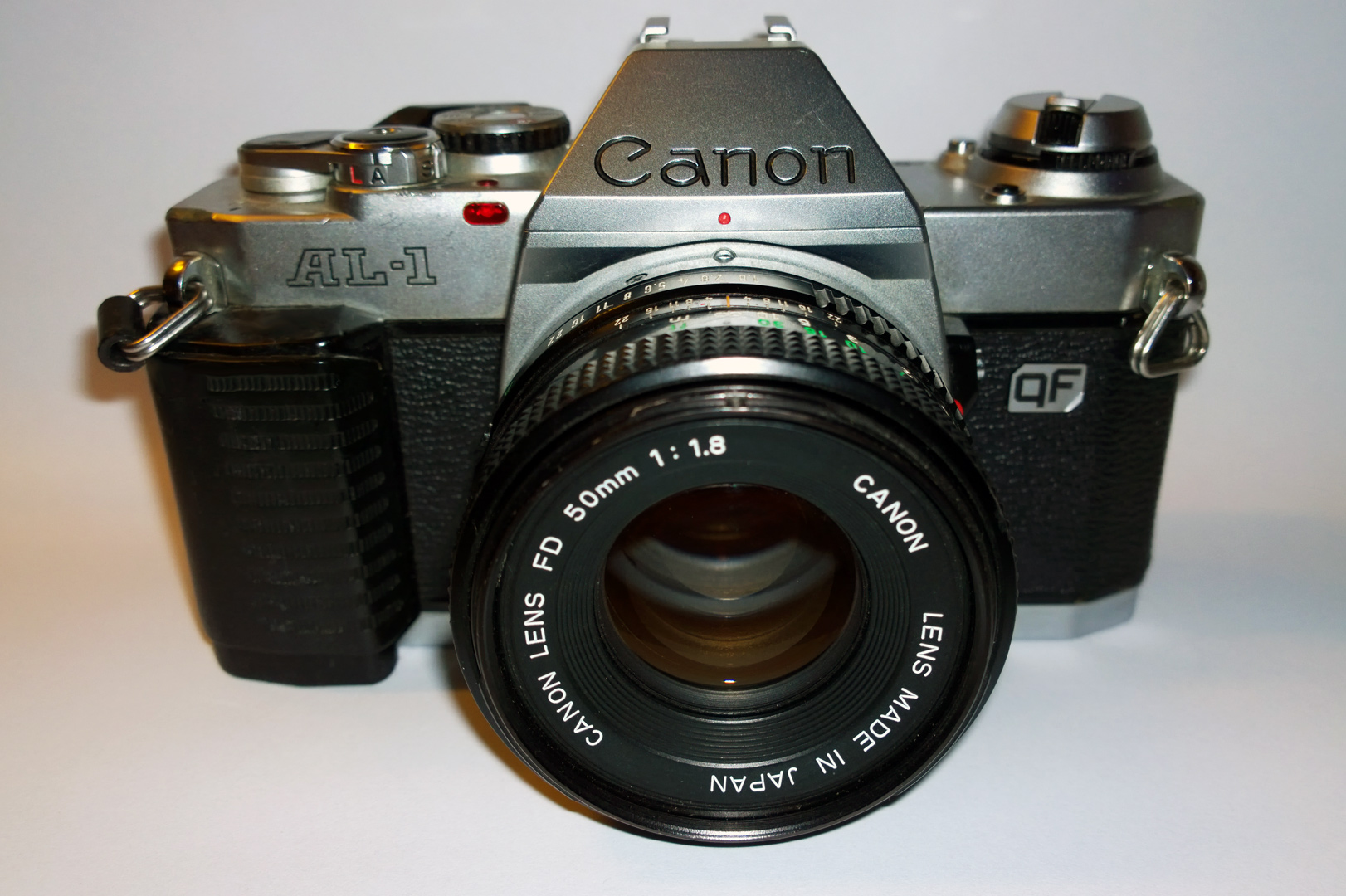
Canon AL-1 in Silber

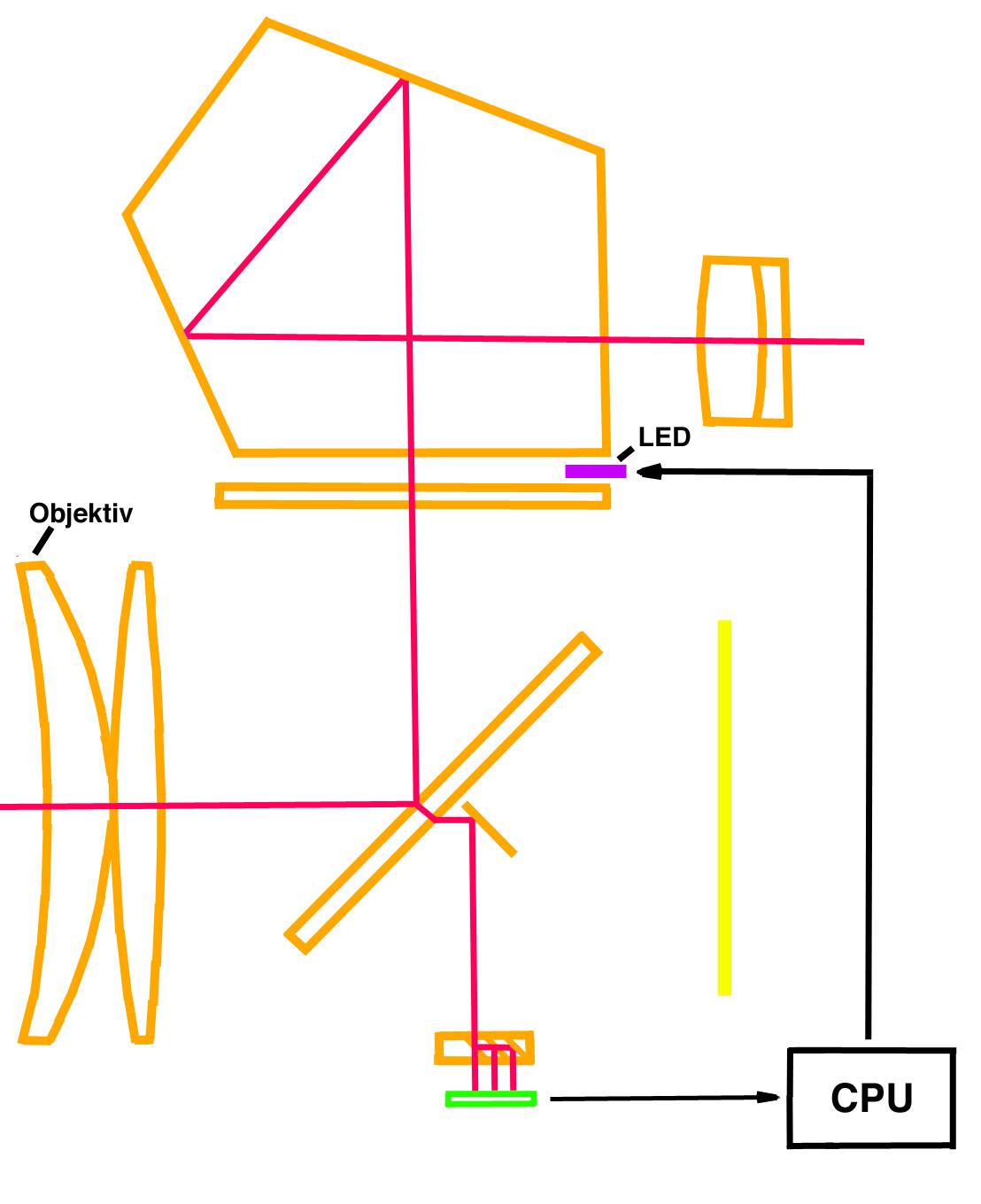
Quick Focus: Der Hilfsspiegel leitet Lichtstrahlen zum Strahlteiler und dieser zu den drei CCD-Zeilen.

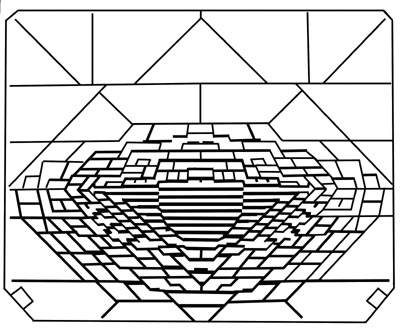
Muster auf dem Spiegel: In der Mitte werden Lichtstrahlen für den Autofokus ausgeblendet, die übrigen Linien ermöglichen ein dennoch gleichmäßig helles Sucherbild.

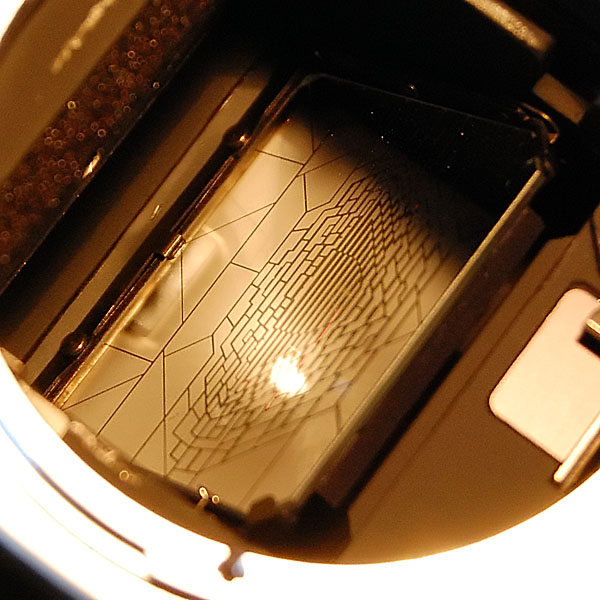
Der AL-1-Spiegel im Foto

### Zeitraum und Einordnung
Die AL-1 erschien im April 1982 als Vorbote der Autofokus-Kameras. Sie hatte keine nennenswerte Bedeutung, erlaubte es Canon aber schon einmal Erfahrungen mit einem Entfernungsmesssystem zu sammeln. Die Kamera baute auf der AV-1 auf, von der sie sich vor allem durch die Quick Focus genannte Scharfeinstellhilfe unterschied.

### Besonderheiten

#### Gehäuse
Wie die AV-1 besaß auch die AL-1 keinen Abblendschieber am Gehäuse und keine Synchronbuchse, so dass man auch nicht das Data Back A verwenden konnte.

#### Belichtungssteuerung
Wegen der Ableitung von der AV-1 handelte es sich auch bei der AL-1 um einen Zeitautomaten. Während man aber an der AV-1 nur B und die Blitzsynchronzeit manuell einstellen konnte, waren es bei der AL-1 alle Zeiten von 1⁄15 s bis 1⁄1000 s und B. Der Bereich für die Filmempfindlichkeit reichte aber ebenfalls nur von ISO 25/15° bis ISO 1600/33°.

#### Sucher
Die AL-1 besaß eine Vollmattscheibe mit einer Klammer in der Mitte, welche das Messfeld für die Fokussierhilfe markierte. Neben dem rechten Bildrand befand sich das von der AV-1 bekannte Zeigerinstrument, auf dem unteren Bildrand die drei Leuchtdioden für die Fokussierhilfe.

#### Stromversorgung
Da der Quick Focus zu einem erhöhten Stromverbrauch führte, kam die AL-1 nicht mit der Kapazität der 6-V-Batterie aus und arbeitete deswegen mit 2 Microzellen, die von unten in das Batteriefach im angedeuteten Handgriff eingelegt wurden.

### Quick Focus

#### Bedienung
Für die Scharfeinstellhilfe musste ein senkrechter Kontrast in die Klammer auf die Mattscheibe gelegt werden, dann konnte dessen Entfernung bestimmt werden. Die mittlere, grüne LED zeigte die korrekte Einstellung an, bei der linken, roten LED musste der Einstellring nach rechts gedreht werden und bei der rechten, ebenfalls roten LED umgekehrt. Stand die Fokussierung vollkommen falsch, dann musste zuerst solange an der Entfernungseinstellung gedreht werden, bis eine LED leuchtete.

#### Funktionsweise
Das System funktionierte mit einem speziellen Spiegel, auf den Linien aufgebracht waren, die Licht durchließen. Dahinter befand sich ein kleiner Hilfsspiegel, der sich beim Hochklappen des Hauptspiegels an diesen legte, damit er beim Belichten des Films nicht im Weg stand. Der Hilfsspiegel leitete die Lichtstrahlen auf die CCD-Sensoren unten im Spiegelkasten, welche die Fokussierung bestimmten. Dazu teilte ein Strahlteiler das Lichtbündel in drei Teile auf. Der mittlere Teil legte zum Sensor die gleiche Entfernung zurück, wie bei der hochgeklappten Spiegel zur Filmebene und konnte somit zur Bestimmung der korrekten Entfernungseinstellung verwendet werden. Die anderen beiden Strahlen legten eine kürzere, bzw. längere Entfernung zurück und konnten dadurch zur Bestimmung der zu großen, bzw. kleinen Entfernungseinstellung genutzt werden.
Dieses Verfahren wurde später auch für die Canon T80 und schließlich den EOS-Modellen weiterentwickelt.

## Betrieb in der heutigen Zeit

### Bekannte Schwächen

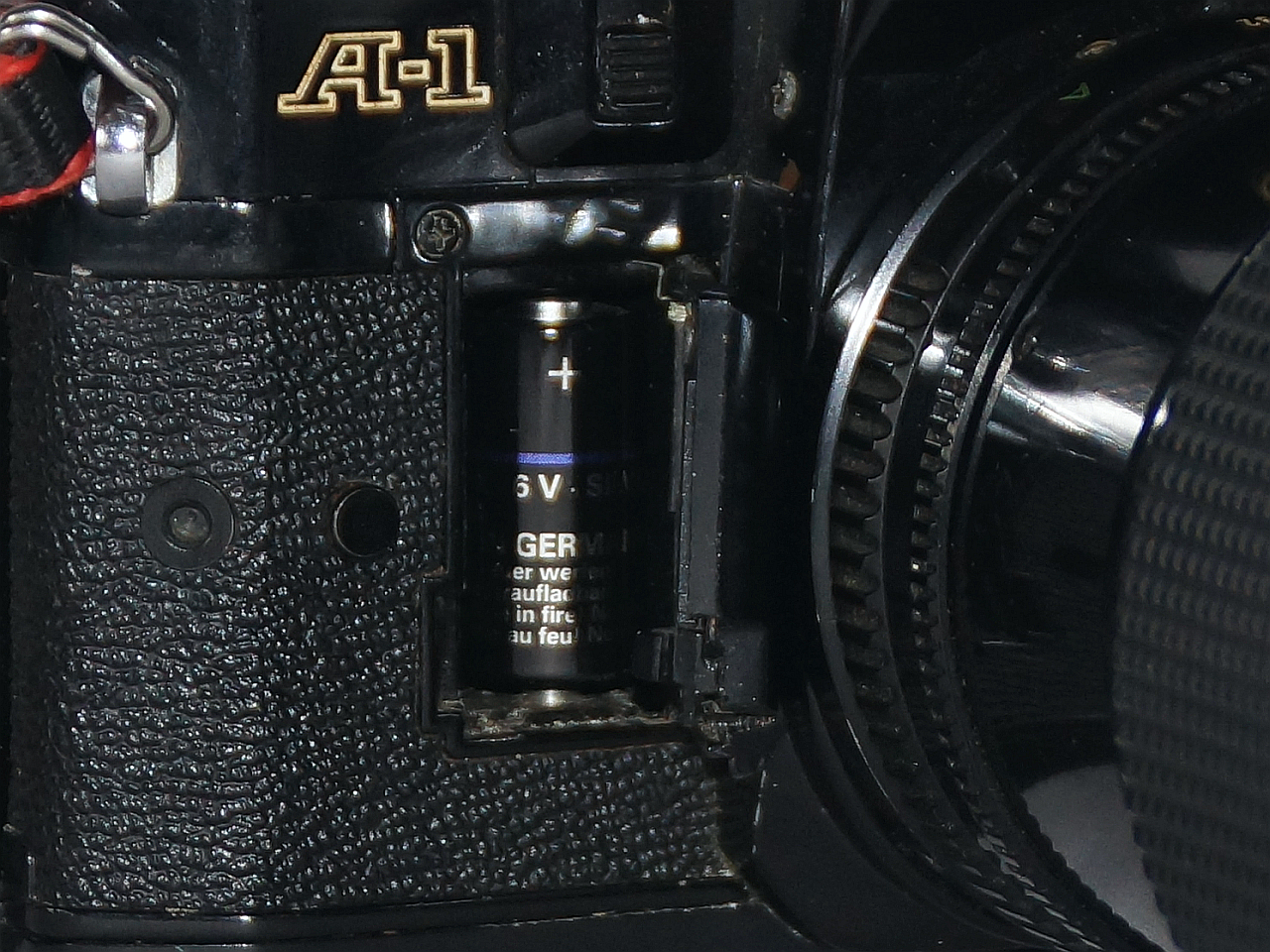
Gebrochene bzw. verlorene Batteriefachdeckel, bisweilen bei den Modellen A-1 und AE-1

Häufigste Schwäche der A-Serie ist ein Keuchhusten-artiges Geräusch, verbunden mit einem langsamen Bewegen des Spiegels. Ursache ist die Spiegelbremse, welche den Schwingvorgang des Spiegels abbremst, damit er vibrationsarm an die untere Begrenzung anschlägt. Wird die Kamera nicht regelmäßig benutzt, neigt das Schmieröl dieses Bauteils zur Verharzung, was sowohl das quietschende Geräusch, wie auch den unnötig langen Schwingvorgang verursacht. Abhilfe schafft die Zufuhr von etwas Schmieröl. Eine Reparaturanleitung ist im Internet zu finden.
Zu Zeiten der Produktion der A-Serie war die Kamera-Elektronik noch nicht auf ein Stromspar-Design ausgerichtet, was man für die zurückliegende Zeit aber nicht als Manko bezeichnen darf. Hingegen traten bei einigen der Modelle AE-1 und A-1 zumeist erst nach knapp zwei Jahren Nutzung kleine Brüche am Batteriefachdeckel auf, was dann später zum vollständigen Bruch und damit zum Verlust der Batteriefachklappe führen konnte. Als Ursache bezeichnete der Fachhandel das sich über die Zeit verändernde Plastikmaterial des Deckels. Diese hinreichend bekannte Schwäche hatte wiederum zur Folge, dass bei der Nutzung der Kamera die Batterie ohne den Deckelverschluss verloren gehen konnte und damit die Funktion der Kamera unterwegs eingebüßt wurde. Das Abkleben des Batteriefachs ohne Deckel war eine unschöne Problemlösung.